# 인도네시아의 종교
인도네시아의 종교 (2024년)

케카마탄별 종교 분포 (2022년)

인도네시아에서 다양한 종교가 실천되고 있으며, 국교가 정해지지 않은, 공식적으로는 세속 국가이다. 인도네시아의 철학적 기반인 판차실라의 제1 원칙은 인도네시아 시민들이 '유일무이하고 전능한 신'을 표명하기를 요구하고 있다. 인도네시아 헌법재판소가 설명하길 판차실라의 첫 조항은 '신적 존재' (섭리)를 분명히 인정하는 것이고 종교적으로 다양한 사회에서 함께 살아가는 방법에 관한 원칙을 의도한 것이라 한다. 신성모독은 처벌 가능한 범죄 행위 (1965년 이래이며, § 역사 참조)이고 인도네시아 정부는 다양한 부족 종교, 무신론자, 불가지론 시민자들에게 차별적 태도를 갖고 있다. 그 외, 아체주는 공식적으로 샤리아법을 적용하고 있으며 종교 및 성적 소수자들에게 차별 대우를 하는 것으로 유명하다.
이 나라에서는 다양한 종교가 실천되고 있는 가운데, 나라의 정치, 경제, 문화 생활에서 이들의 집단적 영향력은 상당하다. 헌법 상으로 종교의 자유를 부여하고 있음에도, 1965년에 정부는 이슬람교, 기독교 ('Katolik'이라는 이름으로 가톨릭, 'Kristen'이라는 이름으로 개신교 등을 각각 공인), 힌두교, 불교, 유교 등 여섯 종교만을 인정했다. 같은 해, 인도네시아 정부는 이 공인은 다른 종교를 금지하려는 것이 아니며 특히 예시로 유대교, 조로아스터교, 신토, 도교 등을 언급하며 분명히 하였다. 인도네시아 헌법재판소의 2017년 결정에 의하면, '신앙 (인도네시아어: aliran kepercayaan, 신흥 종교 성향의 민족 종교)의 분파'는 인도네시아 신분증(KTP)에 공식적으로 인정되어 기재되어야 한다.  인도네시아종교평화회의 (ICRP)가 수집한 정보를 근거로, 인도네시아 내 비공식 종교 약 245개가 존재한다.
1975년부터 2017년까지, 인도네시아 법률은 인도네시아 시민권자들이 공인된 여섯 개 종교 중에 택할 수 있는 자신들의 종교를 명시한 신분증을 소유하도록 했었다. 하지만, 2017년 이래로, 본인의 종교를 밝히지 않은 시민들은 신분증에 해당 칸을 비워둔 형태로 두는 선택 사항이 생겼다. 다른 종교로 개종하는 것을 막는 배교 관련 법률은 없나, 인도네시아는 불가지론 또는 무신론을 인정하지 않고 있고, 신성모독은 불법 행위로 여겨진다. 내무부의 2024년 자료에 따르면, 인도네시아인의 87.09%가 본인들을 무슬림 (수니파가 약 99%, 시아파가 약 1%), 10.45%가 기독교인 (7.38% 개신교도, 3.07% 로마 가톨릭), 1.67%가 힌두교도, 0.71%가 불교도, 0.03%가 유교, 0.04%가 민족 종교 및 그 외 종교를 따르는 이라고 여겼다.

## 역사

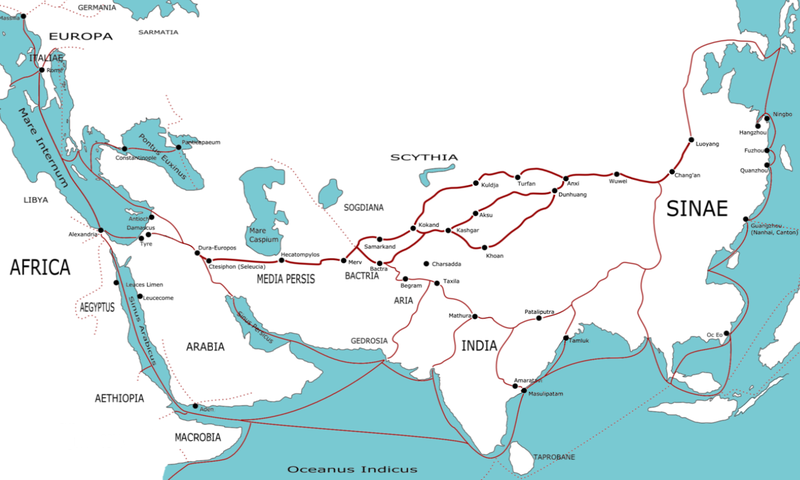
인도와 인도네시아를 연결하는 해양 비단길

서력 기원이 시작될 때까지, 인도네시아의 사람들은 토착 부족별 오스트로네시아 및 파푸아의 민족 종교와 전승들을 따랐다.
역사적으로, 인도 아대륙, 중국 본토, 포르투갈, 아랍 세계, 네덜란드 등지에서 온 이주민들이 인도네시아 제도 내 다양한 종교 및 문화에 상당한 기여를 하고 있다. 그렇지만, 이런 요소들은 인도네시아 문화에 알맞게 일부 조정이 이루어지며 변화하고 있다.

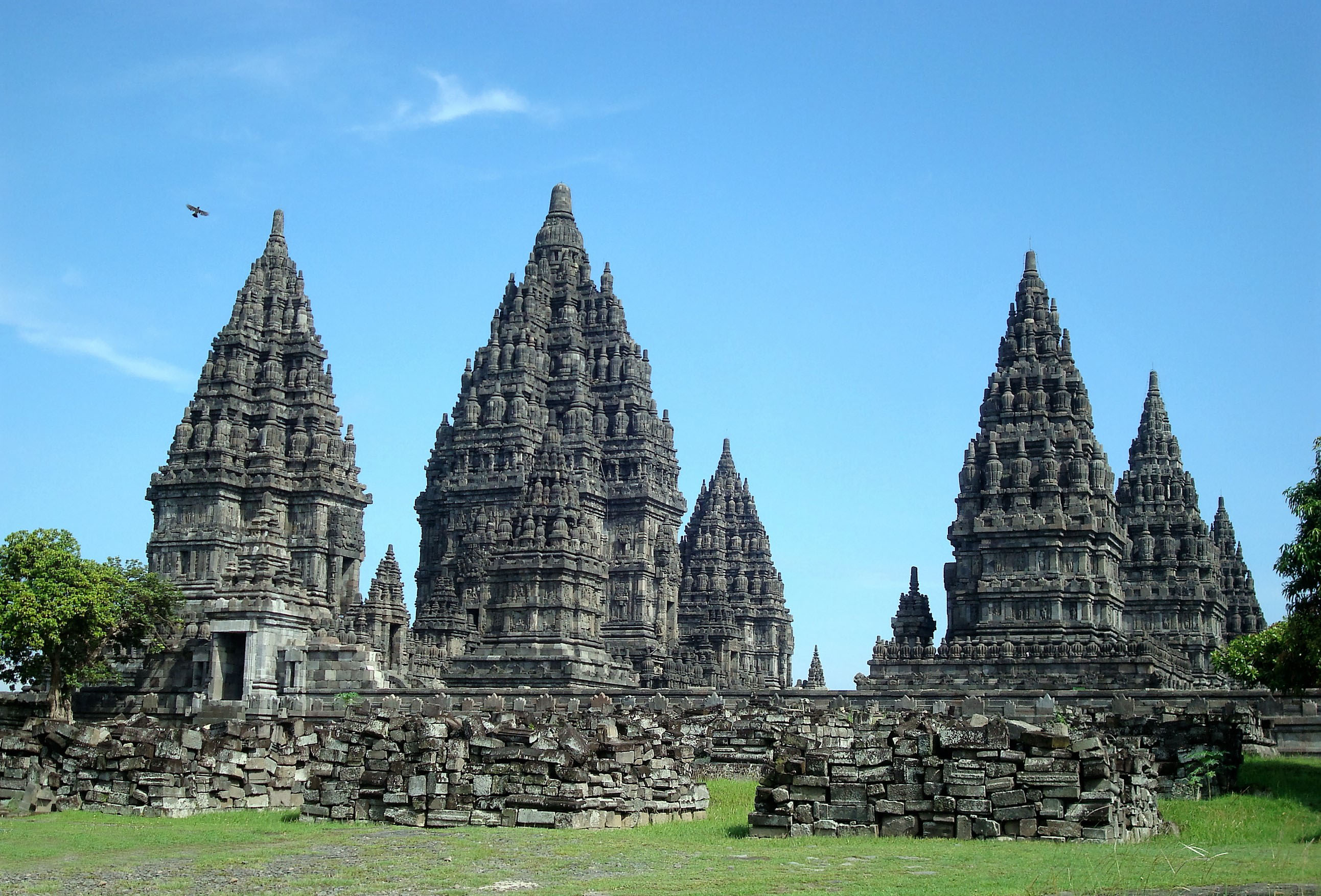
9세기 자바섬에 세워진 고대 프람바난 힌두 사원

아브라함 종교인 이슬람교, 기독교, 유대교가 도래하기 전, 이 지역의 흔한 종교는 인도계 종교인 힌두교와 불교이었다. 이들 종교는 각각 2세기와 4세기 무렵에 인도네시아로 전래되었으며, 당시 인도의 무역상들이 수마트라섬, 자바섬, 술라웨시섬에 도착했고 자신들의 종교를 들여왔다. 힌두교의 한 분파인 시바파가 5세기 자바섬에서 발전하기 시작했다. 힌두교는 라자라고 하는 1인 통치 이념에 결정적 영향을 미쳤고, 이슬람교 도래 이전까지는 인도네시아의 지배적 종교이었다. 인도의 무역상들은 또한 이후 세기에 더욱 발전을 하게 된 불교 역시도 뿌리 내리게 하였고 쿠타이, 스리위자야, 마자파힛, 샤일렌드라 등 힌두교-불교의 영향을 받은 왕국들이 성립되었다. 전세계 최대 불교 기념물 보로부두르가 샤일렌드라 왕조에 건립되었고 비슷한 시기 힌두교 기념물 프람바난 역시도 세워졌다. 힌두-자바 문명의 정점은 14세기 마자파힛 제국으로, 인도네시아 역사에서 '황금기'라 묘사된다.
이슬람교는 13세기 인도네시아제도에 전래되었다. 인도의 구자라트 (일부 학자들은 아라비아 및 페르시아 역시도 주장하기도 한다)에서 온, 이슬람교는 수마트라섬 서쪽을 통해 퍼져나가 자바섬 동쪽에서도 발전을 이뤘다. 이 시기 역시도 이슬람교의 영향을 받은 왕국들이 세워지는데, 대표적으로 드막, 파장, 마타람, 반튼 등이 있었다. 14세기가 끝날 무렵, 20개의 이슬람교 기반 왕국들이 성립되었으며, 이는 인도네시아의 이슬람교 우세를 반영한다.
포르투갈인들은 16세기 기독교를 소개했으며, 대표적으로 플로레스섬과 동티모르가 된 티모르섬의 동부 지역에서 전파되었다. 개신교는 16세기에 네덜란드인들에 의해 처음 도입되었으며, 칼뱅파와 루터파의 영향을 받았다. 네덜란드인들에게 있어, 경제적 이득이 종교 개종보다 높았었고, 선교 활동은 자바같이 무슬림이 우세적인 지역에서는 피했다. 네덜란드 동인도회사 (VOC)는 선교 활동을 규제했기에 따라서 말루쿠, 북술라웨시, 누사틍가라, 서뉴기니, 칼리만탄 등을 포함해 동부 지역과 애니미즘을 믿는 제도에 대해 활동을 하고 집중을 할 수 있었다 기독교는 이후 칼리만탄의 해안 항구에서 퍼져나갔고, 선교사들은 술라웨시의 토라자족들에게 접촉했다. 수마트라섬의 일부 역시도 선교 목표가 되기도 했으며, 대표적으로 바탁족들은 현재까지도 개신교가 우세하다.
수카르노 시대는 종교와 국가 간 '불신'이 특징이었다. 이에 대한 예시가 바로 1965년 1월 말에 통과된 대통령령 (오늘날에도 여전히 전면적으로 시행되고 있으며, 2026년부터 부분적으로 폐지될 예정)이며 종교적 신성모독을 금지하려는 시도와 함께, 법안 주석에서 명시적으로 다음과 같이 밝혔다.:

인도네시아에서 시민들에게 공인된 종교는 이슬람교, 기독교 (천주교 및 개신교), 힌두교, 불교, 유교 (Kong Fuzi) 등이다.
이는 인도네시아의 종교 발전 역사에서 확인할 수 있다. 이 여섯 개 종교들은 인도네시아 대다수 시민들이 신봉하는 종교들이 때문에, 따라서 이 종교들은 헌법 제29조 제2항에 명시된 허가를 받을 필요가 없으며, 또한 도움과 보호 [...] 를 받는다.
이 규정이 유대인 (유대교), 조로아스터교, 신토, 도교 등을 인도네시아에서 금지한다는 것을 의미하는 건 아니다. 이들 종교는 제29조 제2항 (헌법)에서 부여된 모든 보장을 받고 있으며 이들이 상기 규정 및 다른 규정 사항들을 저촉하지 않는 한 자유롭게 활동을 할 수 있다.
종교 단체들에 대해, 인도네시아 정부는 건전한 관점과 유일신 신앙에 대한 방향을 갖도록 유도하고 있다. 이 점은 국민협의회의 결의안 Number II/MPRS/1960 (1961–1969 제1 국가 종합 발전계획) 부록 A, 제1절, 제6항에서 명시된 바 있다.

신질서 기간 이 관계에 대해 상당한 변화가 있기도 했다. 1965년의 쿠데타 시도가 벌어진 뒤 공식적으로 책임을 인도네시아 공산당 (PKI)에게 돌리면서 반공산당 숙청이 일어난 뒤, 신질서 정부는 종교에 대한 의무 조항들을 만들어 내며 공산당 지지자들을 탄압했는데 공산당 지지자들이 대부분이 무신론자이었기 때문이었다. 이 결과로, 인도네시아 시민들은 자신의 종교를 나타내는 신분증을 들고 다닐 것을 요구받았다. 이 정책은 많은 개종을 불러일으켰고, 대부분이 천주교와 개신교로였다. 대부분이 유교 신자였던 중국계 인도네시아인들 역시 비슷한 상황에 놓였다. 유교가 국가 공인 종교가 아니었기 때문에, 많은 이들이 기독교로 개종했다.

## 이슬람교

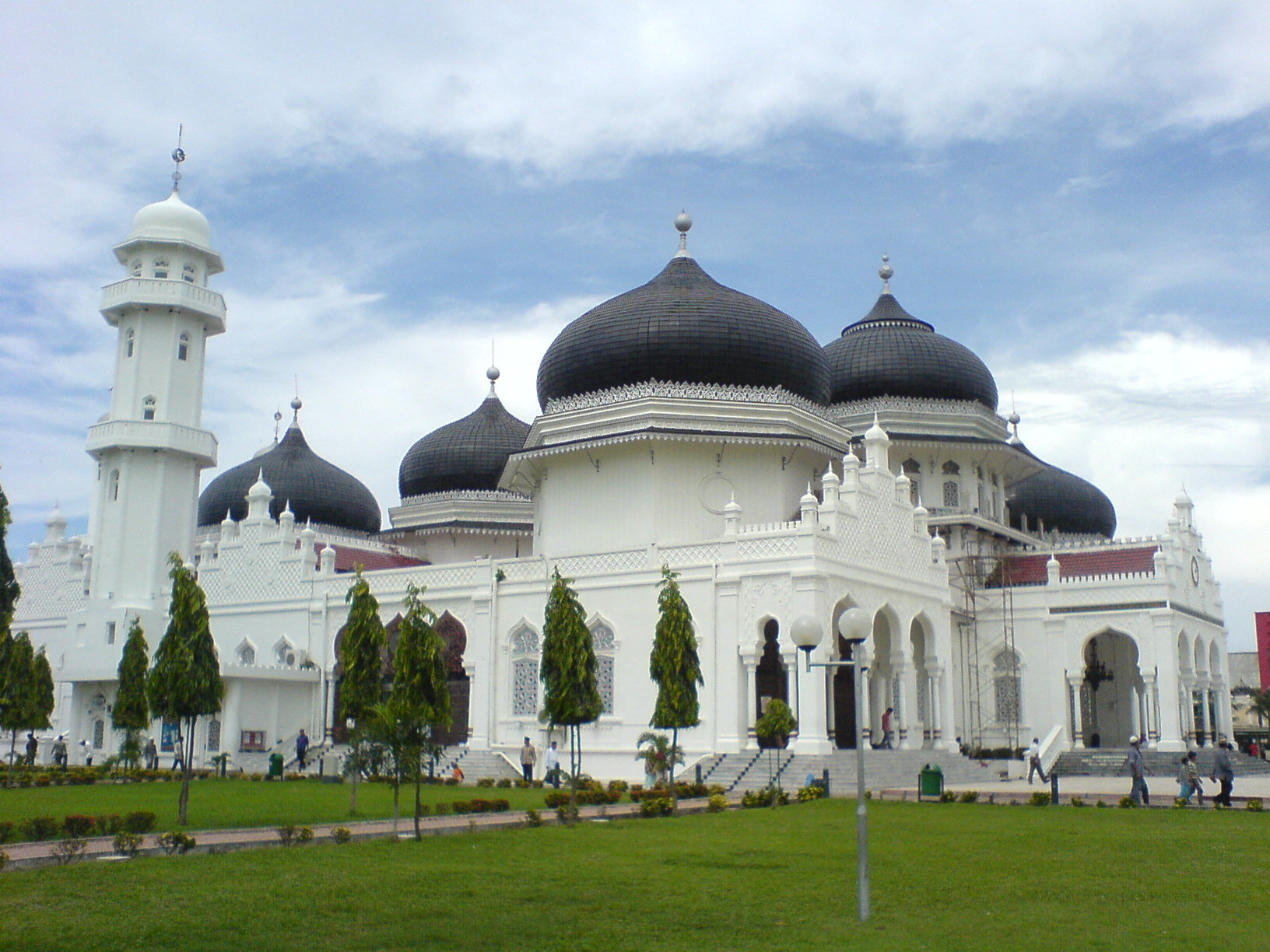
아체주 반다아체의 바이투르라만 대모스크

인도네시아의 군별 무슬림 비율

### 수니파
인도네시아의 이슬람 역사는 복잡성을 띠고 인도네시아 문화의 다양성을 반영한다. 이르면 8세기에 아랍의 무슬림 교역상들이 인도네시아 제도에 진입했다는 증거들이 존재한다. 베네치아의 탐험가 마르코 폴로는 서기 1297년경 무슬림 공동체에 대한 가장 이른 기록을 남긴 자이며, 그는 아체의 쁘를락의 무어인 교역상 공동체에 대해 언급했다. 15세기와 16세기가 지나고, 이슬람교 전파는 수마트라와 자바에서 마울라나 말리크 이브라힘 (수난 그레식으로도 알려져 있으며, 본래 당시 페르시아 제국의 일부이던 사마르칸트 출신) 및 북자바의 정화 (중국 출신) 등의 선교 활동을 통해 가속화 되었고, 또한 힌두-불교 왕국과 여러 공동체를 목표로 하며 지역 및 섬의 지배권을 두고 투쟁하던 이슬람 술탄들의 군사 활동들도 기여하였다. 네 개의 다양하고 지속적인 술탄국들이 수마트라 북부와 남부, 자바섬의 서부과 중부, 칼리만탄의 남부에서 출현하였다. 술탄들은 이슬람교를 국교로 선포하고 비무슬림 공동체를 포함하여 다른 술탄국들을 상대로 전쟁을 벌였다.

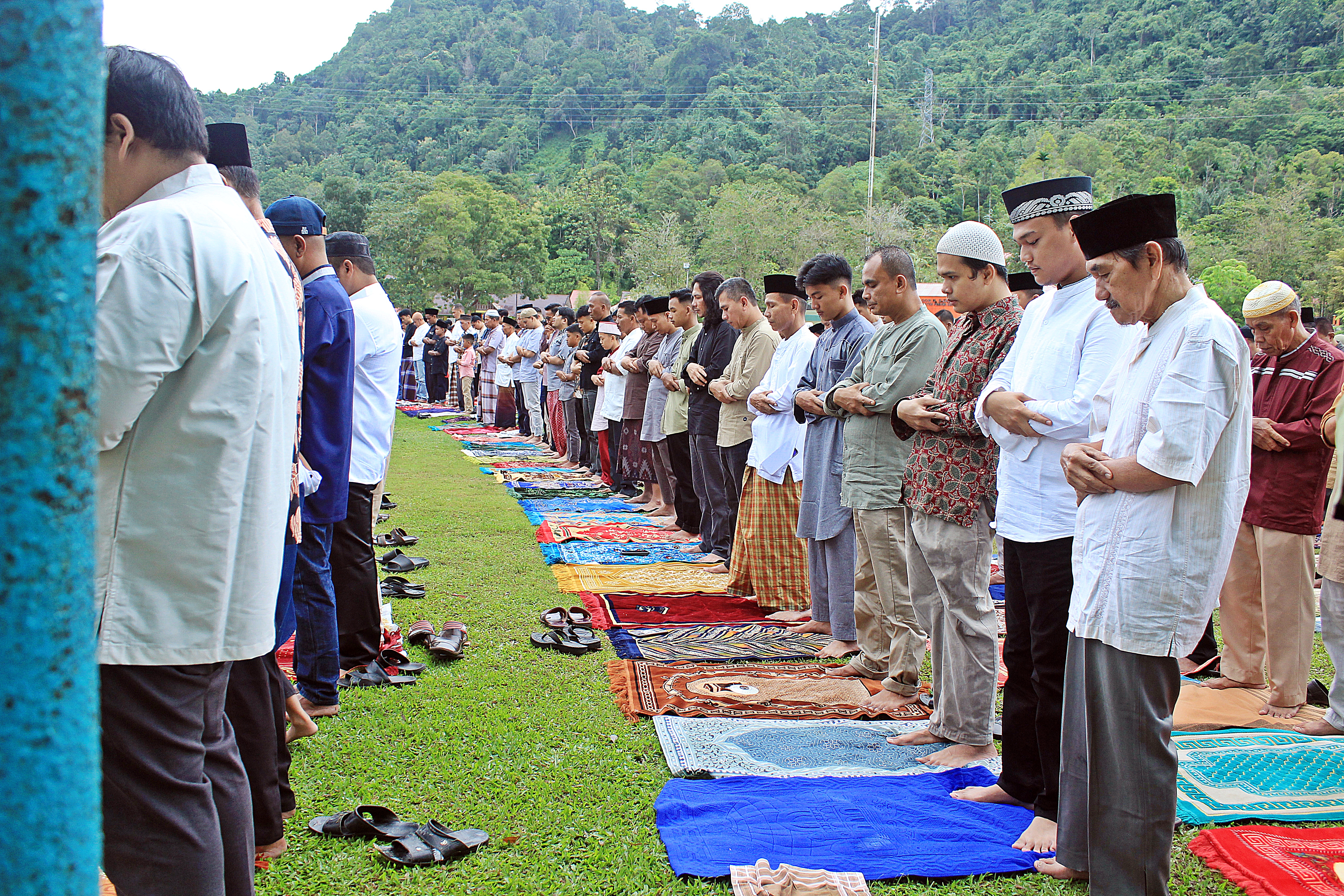
살라트 중 송코와 사롱을 입고 있는 인도네시아의 무슬림 남성

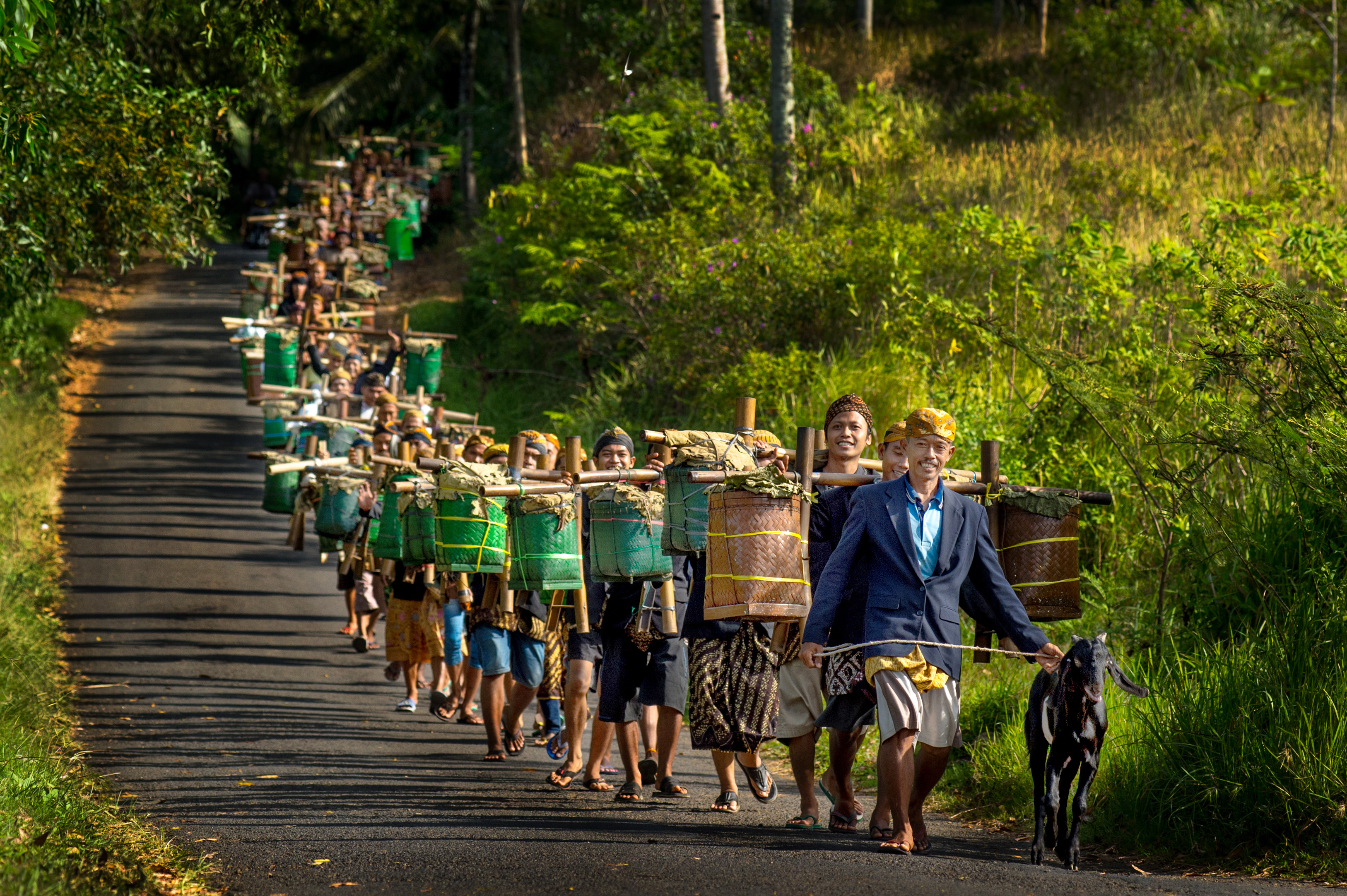
라마단 전 마지막 금요일 반유마스의 Pekuncen에서 치러진 자바섬 무슬림의 조상들을 위해 치러지는 '슬라메탄' 의식인 'Perlon Unggahan'

이후, 힌두교, 불교, 유교, 애니미즘 공동체 및 비신앙자들은 이슬람 지배자에게 지즈야 세금을 바치기로 하면서 평화를 얻었고, 그 외 다른 이들은 세금을 피하기 위해 이슬람교를 받아들이기 시작했다. 인도네시아의 이슬람교는 많은 경우에서 중동의 이슬람교와 비교했을 때 덜 원칙적으로 따른다. 일부 지역에서 사람들은 옛 신앙을 유지하고 이어나가기도 했으며 이슬람교가 혼합된 형태를 받아들이는 한편으로, 다른 이들은 떠나 방어할 수 있는 섬들에 공동체를 이루어 모였는데, 예로 자바섬 서부의 힌두교도들은 발리섬과 인근 작은 섬으로 이주했다. 이 종교적 분쟁과 술탄들 간 내전의 시기가 종결되지 않는 동안, 새로운 세력들이 이들이 다스리던 곳에 자리를 잡으려고 했는데, 바로 유럽의 국가들이 도래한 것이었다. 인도네시아 제도는 곧 네덜란드 제국의 지배를 받게 되었으며, 이들은 종교 간 분쟁을 방지하고, 서서히 인도네시아의 옛 힌두교와 불교 시대를 발굴하고, 보존하며, 이해하려는 과정을 시작하였고, 특히 자바섬과 서부 지역 군도들에서 활발했다.
인도네시아 무슬림의 대다수 (약 99%)는 수니파의 샤피이파를 신봉한다. 소수가 다른 법학파 (마드합) 및 살라프파를 따르기도 한다. 인도네시아 이슬람교의 주요 분파는 전통주의와 현대주의이다. 두 분파는 각각 인도네시아 양대 이슬람 민간 단체 나흐타둘 우라마와 무하마디야의 지지를 받고 있다. 수피즘의 교단들도 중요하다고 여겨진다.
수하르토 사임 이후 이슬람교의 정치적 팽창을 우려한, 정당들은 판차실라 이외의 이념을 다시 표방할 수 있도록 허용되었다. 일부 이슬람 정당들은 샤리아를 이념으로 삼았고 초승달당 (PBB)은 1999년 선거에서 여섯 번째 순위에 오르기도 했다. 허나, 2009년 선거에서, 초승달당은 10위에 그쳤고, 온건 및 관용적 이슬람 해석이 특징인 정당들은 훨씬 성공을 거두었으며, 번영정의당의 경우 전체 투표에서 거의 8%에 달하며 네 번째 득표 순위에 올랐다.

### 시아파
시아파는 수마트라 북부와 자바섬에서 이슬람교의 초기 전파 시기 중요한 역할을 했었다. 최근 들어, 수마트라, 자바, 마두라, 술라웨시 등에 약 1-300만 명의 열두 이맘파가 존재하고, 또한 발리에는 이스마일파가 있기도 하는데, 대략 전체 무슬림 인구 중 1% 이상이다. 시아파는 아랍계 인도네시아인과 하드라미인으로 이뤄져 있다. 주요 단체는 "Ikatan Jamaah Ahlulbait Indonesia" (IJABI)이다.

### 아흐마디야
인도네시아 제도 내 아흐마디야 무슬림에 대한 가장 이른 역사는 1925년 여름 때로 거슬러 올라가며, 당시 인도네시아 혁명이 일어나기 전 거의 20년 전, 아흐마디야 공동체 출신의 선교사 Rahmat Ali가 수마트라에 발을 들이고 아체주 따빡뚜안에 13명의 신봉자들과 함께 인도네시아 아흐마디야의 첫 초석을 올렸다. 공동체는 인도네시아의 종교 발전에 지대한 영향을 미쳐왔으나, 현대에 들어서 종교 기관으로부터의 점차 증가하는 불관용과 급진 이슬람 단체들의 공격에 직면하고 있다. 아흐마디야 단체 'Jamaah Muslim Ahmadiyah Indonesia' (JMAI)에 따르면, 전체 무슬림 인구의 0.2%에 해당하는 추산 400.000명의 신자가 존재하며, 나라 전역에 542개가 넘는 분파들이 존재한다고 하며 이와 같은 독립 기관의 추산과 대조적으로, 인도네시아 종교부는 약 80.000명이라고 한다. 인도네시아에서 'Gerakan Ahmadiyah-Lahore Indonesia' (GAI)이라고 알려진, 라호르 아흐마디야 운동이라는 별도의 단체가 1924년 이래로 자바섬에 존재하며 1980년대에 신자가 708명에 불과했다.

## 소수 종교

### 기독교
인도네시아 정부는 공식적으로 두 개 주요 기독교 종파 로마 가톨릭교회와 개신교만을 별개의 종교로 인정하고 있다.

#### 로마 가톨릭

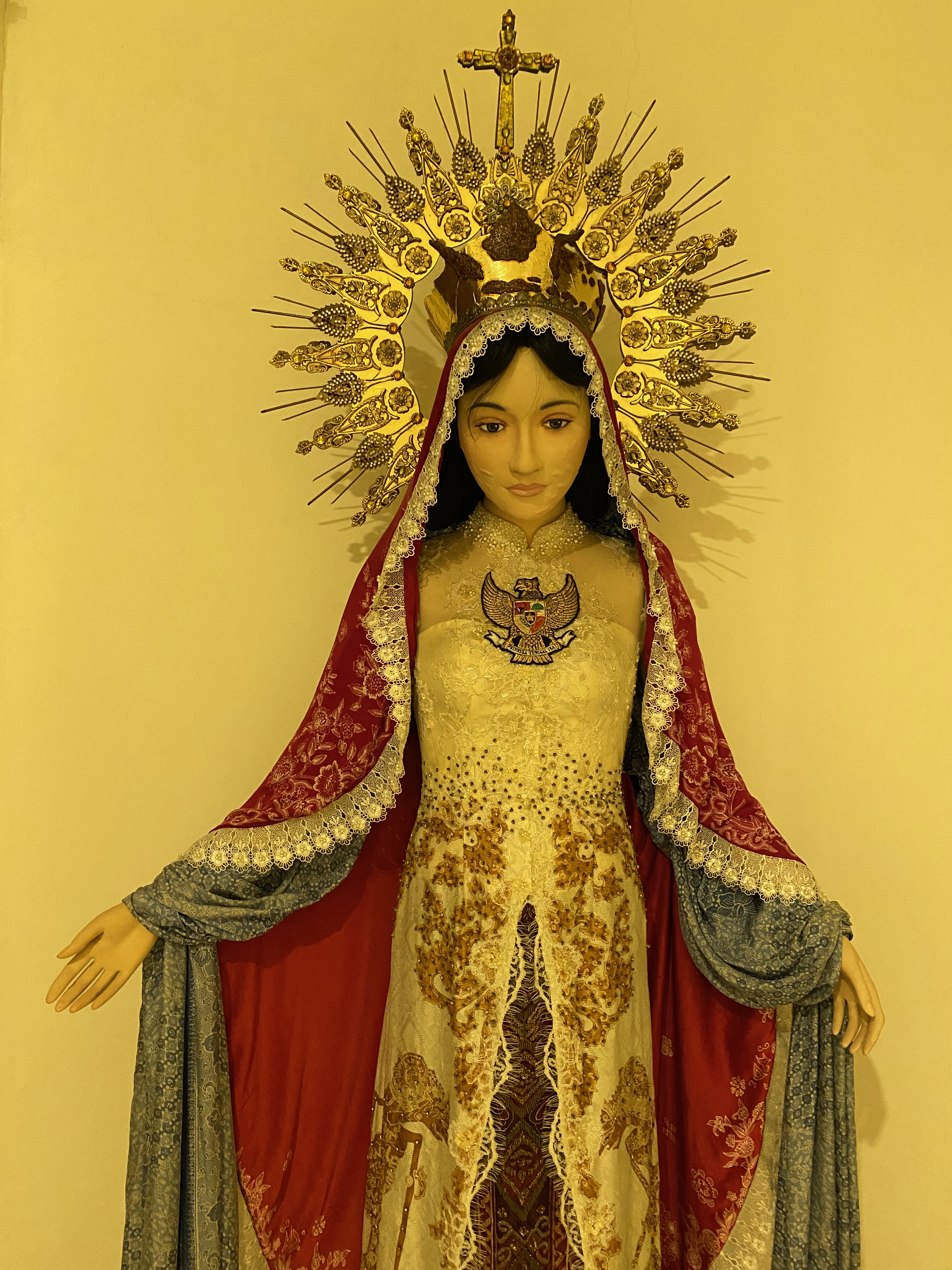
자카르타 대성당에 위치한 모든 부족들의 어머니 마리아 조각상

인도네시아의 군별 천주교 신자

가톨릭교회는 14세기와 15세기에 걸쳐 향신료 무역과 함께 찾아온 포르투갈인들의 도래 기간 인도네시아 제도에 전해졌다. 여러 포르투갈인들은 가톨릭 전파 목표가 있었고, 1534년 말루쿠 제도를 첫 번째로 시작하였다. 1546년과 1547년 사이, 기독교 선교의 선구자인 성 프란치스코 하비에르가 말루쿠 제도를 방문하고 토착민 수천 명을 세례하였다. 네덜란드 동인도 회사 시대에, 가톨릭 신자의 수는 동인도회사의 가톨릭을 금지하는 정책으로 인해 크게 줄어들었다. 천주교에 대한 네덜란드의 적대심은 개신교 계통의 네덜란드인들이 천주교 계통의 스페인의 지배에 맞서 80년 전쟁을 치르고 독립을 얻은 이들의 역사에서 기인했다. 이에 대한 가장 극적인 결과가 플로레스섬과 동티모르이었는데 이곳은 동인도회사가 집중하던 곳이었다. 게다가 가톨릭 성직자들이 감금되거나 처벌을 받았고 네덜란드에서 온 개신교 성직자들로 대체되었다. 한 가톨릭 성직자는 얀 피터르스존 쿤가 네덜란드 동인도회사의 총독으로 있던 기간 미사를 집전한 죄로 투옥 중에 처형당했다. 동인도회사가 파산하고 1800년경을 시작으로 네덜란드에서 가톨릭이 합법화 되면서, 네덜란드인 가톨릭 성직자가 인도네시아 독립까지 대다수이었다. 오늘날 플로레스섬에, 라란투카 왕가는 16세기경 동남아시아에 유일한 토착 가톨릭 왕국을 세웠고, 초대 왕의 이름이 로렌조이었다.
플로레스섬 외에도, 중앙자와 역시 가톨릭 신자가 상당하다. 가톨릭은 네덜란드에서 온 성직자 프란스 판릿이 1896년 문틸란에 오게 되면서 중앙 자와에서 전파되기 시작했다. 초기에 그의 노력은 만족할 만한 결과를 이뤄내지 못하다가 1904년에 깔리바왕에서 온 자와인 족장 네 명이 그에게 천주교에 대한 가르침을 부탁했다고 한다. 1904년 12월 15일, 자바인 178명이 욕야카르타 특별주의 경계 인근 Semagung에서 세례를 받았다.
2022년 기준, 인도네시아인의 3.06%가 천주교인이며, 개신교인 수의 7.43%에 약 절반 정도이다. 신자의 거의 대부분은 서칼리만탄, 파푸아 (특히 남파푸), 동누사틍가라 등에 거주한다. 플로레스섬과 서티모르가 위치한 동누사틍가라주와 남파푸아주 등은 천주교 신자가 가장 큰 종교 집단인 인도네시아의 두 지역이다 (각각 약 54.14%, 49.93%). 그럼에도 가톨릭 신자는 전체로 보면 적은 수가 퍼져 있는 것을 알 수 있다. 자바섬에서, 자바인들 다음으로 중국계 인도네시아인들에게 천주교가 퍼져 있다. 오늘날 부활절 무렵의 가톨릭 전통이 여전히 이어지고 있으며, 현지에서는 'emana Santa'라고 불린다. 여기에는 예수와 성모 마리아 (현지에서는 각각 'Tuan Ana'와 'Tuan Ma'이라 불림) 조각상을 들고 해변가, 그 다음에는 플로레스섬의 라란투카 교구좌 천상의 모후 대성당으로 향하는 행렬이 있다.
2024년 9월, 교황 프란체스코가 파푸아뉴기니, 동티모르, 싱가포르 등을 포함한 사도 순방의 일환으로 인도네시아를 방문했다. 이는 1970년의 교황 바오로 6세, 1989년의 교황 요한 바오로 2세 이후 교황이 인도네시아를 방문한 세 번째 사례이었다.

#### 개신교

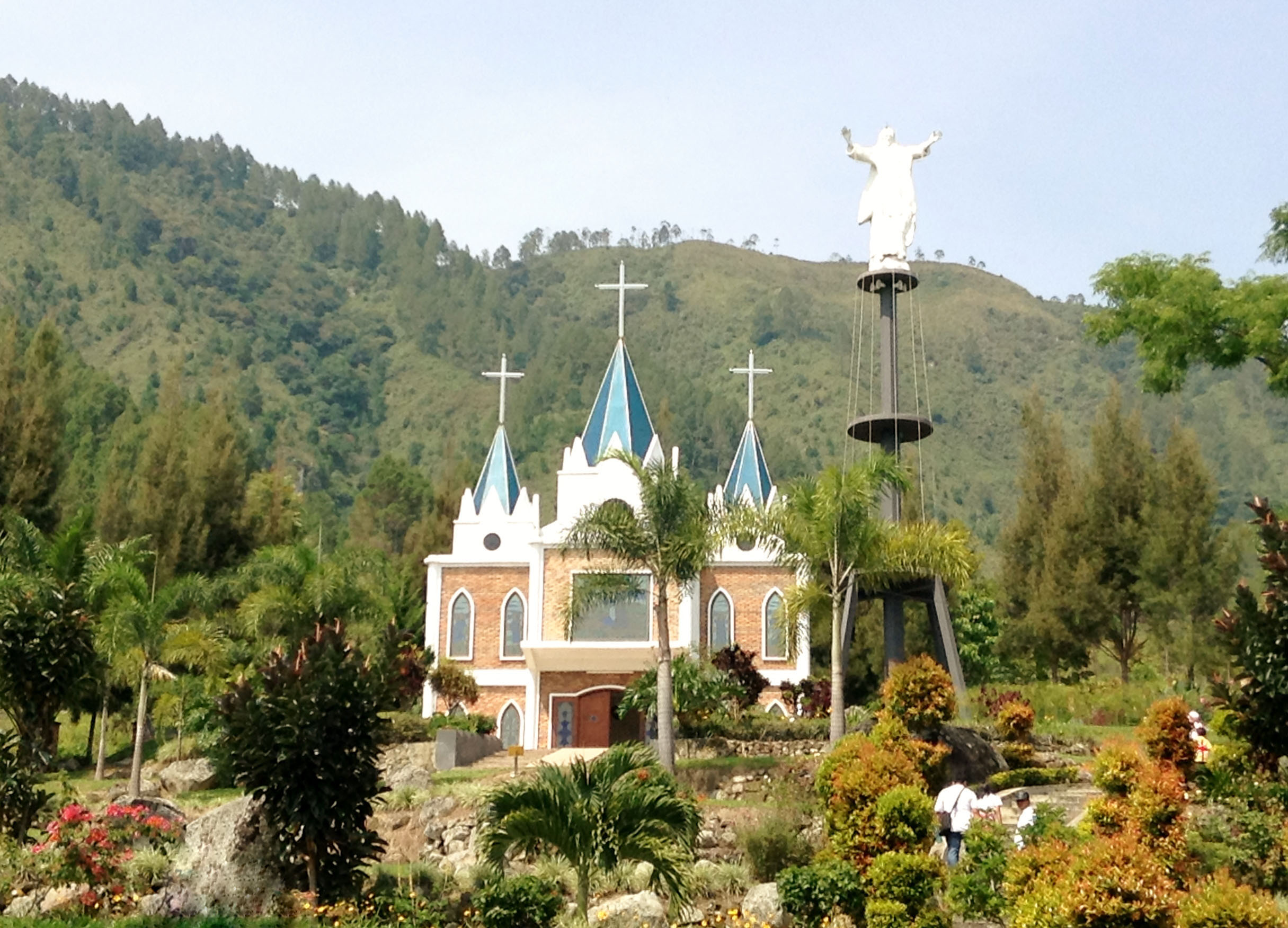
북수마트라주의 사모시르섬에 있는 교회

케카마탄별 개신교 신자

개신교는 대부분 인도네시아의 식민 시대 기간 칼뱅파와 루터파 선교 활동의 결과이다. 네덜란드 개혁교회는 오랜 기간 원주민들에게 기독교를 도입하는 데 최전선에 있었고 이후 여기에서 갈라져 나온 다른 개혁 교회들이 19세기 기간 동참하게 되었다. 네덜란드 동인도회사는 선교 활동을 규제함에 따라 자사의 이익을 추구하며 인도네시아 군도의 동부 지역으로 선교 활동이 제한되었다. 칼뱅파와 루터파가 가장 흔하지만, 여러 교파들을 인도네시아에서 찾아볼 수 있다.
개신교는 인도네시아 일부 지역에 상당한 소수 집단을 형성하였다. 통계적으로, 전체 인구의 7.6%는 2018년 인구조사에서 개신교라고 밝혔다. 술라웨시 인구의 약 17 퍼센트가 개신교도이며, 특히 남술라웨시주의 타나토라자와 중앙술라웨시주에서 두드러진다. 게다가, 토라자족의 65%가 개신교도이다. 북수마트라주의 바탁족 역시도 인도네시아 내에서 주요 개신교 집단 중 하나로, 전체 민족 집단의 50%가량이 개신교도이다. 기독교는 독일의 루터교 선교사 루트비히 잉버 노멘젠이 도입했으며, 그는 바탁족에게 사도이자 아시아 최대의 루터교회인 바탁 기독교 개신교회 (HKBP)를 시작한 것으로 알려져 있다.
성공회는 1819년 이래로 인도네시아에 자리 잡고 있으며, 영국의 자바 침공 기간, 성공회는 다양한 교파가 섞인 자바섬 내 영어권 공동체에 예배를 제공했다. 1822년에, 싱가포르를 거점으로 한 런던 선교회가 바타비아 (현재 자카르타)에 토지를 매입했고 1829년에 현재 올세인츠 교회로 알려진 건축물을 세웠다. 자카르타의 성공회는 잉글랜드 국교회에 속하게 되었고 1857년 이래로 세계성공회동체의 자치 교구로 남아 있으며 인도네시아 내 가장 오래된 영어권 기관이다. 1993년, 싱가포르 성공회는 '인도네시아 교구'를 설립했다. 1998년, 인도네시아 국교회 (Gereja Anglikan Indonesia)가 현지인들에게 보다 나은 사역을 제공하기 위해 설립되었다. 2022년 기준, 자카르타, 반둥, 수라바야, 바탐, 메단, 누누칸, 폰티아낙, 암본, 타라칸 등지에서 예배 집회가 열린다.
중국계 인도네시아인들은 역시 개신교 인구 중 상당 비율을 이루고 있으며, 대부분 주요 도심 지역을 중점으로 하여 인도네시아 전역에 퍼져 있다. 2000년, 한족 계통 인구 약 35%가 기독교인이었고, 젊은 세대에서 증가 추세를 이어나가고 있다. 인도네시아 일부 지역의 경우, 선교 활동의 성공에 따라 마을 전체가 재림주의, 포스퀘어 교회, 루터교, 장로교, 구세군 같은 특정 교파에 속해 있다.
인도네시아에는 남서파푸아주, 서파푸아주, 중앙파푸아주, 파푸아주, 파푸아고원주, 북술라웨시주 등 개신교가 대다수인 여섯 개 주가 존재하며, 각각 전체 인구별 비율은 61.84%, 68.75%, 87.89%, 70.44%, 98%, 67.33%이다. 파푸아 지방 내에서, 파푸아 현지인들 사이에서 널리 신봉되고 있다. 북술라웨시의 경우, 마나도를 거점으로 하는 미나하사인들이 19세기에 기독교로 개종했다. 오늘날, 북술라웨시의 토착민 대부분이 개신교의 일종을 신봉하고 있으며, 자바와 마두라에서 온 이주민들은 이슬람교를 따른다. 개신교 신자들은 대부분 북수마트라, 서칼리만탄주, 중앙칼리만탄주, 남술라웨시주, 중앙술라웨시주, 북술라웨시주, 동누사틍가라주, 북말루쿠주, 말루쿠주, 남서파푸아주, 서파푸아주, 중앙파푸아주, 파푸아고원주, 파푸아주 등에 거주한다.

인도네시아교회협의회는 대부분의 개신교 교회들 아우르는 유일한 조직이다.

#### 정교회

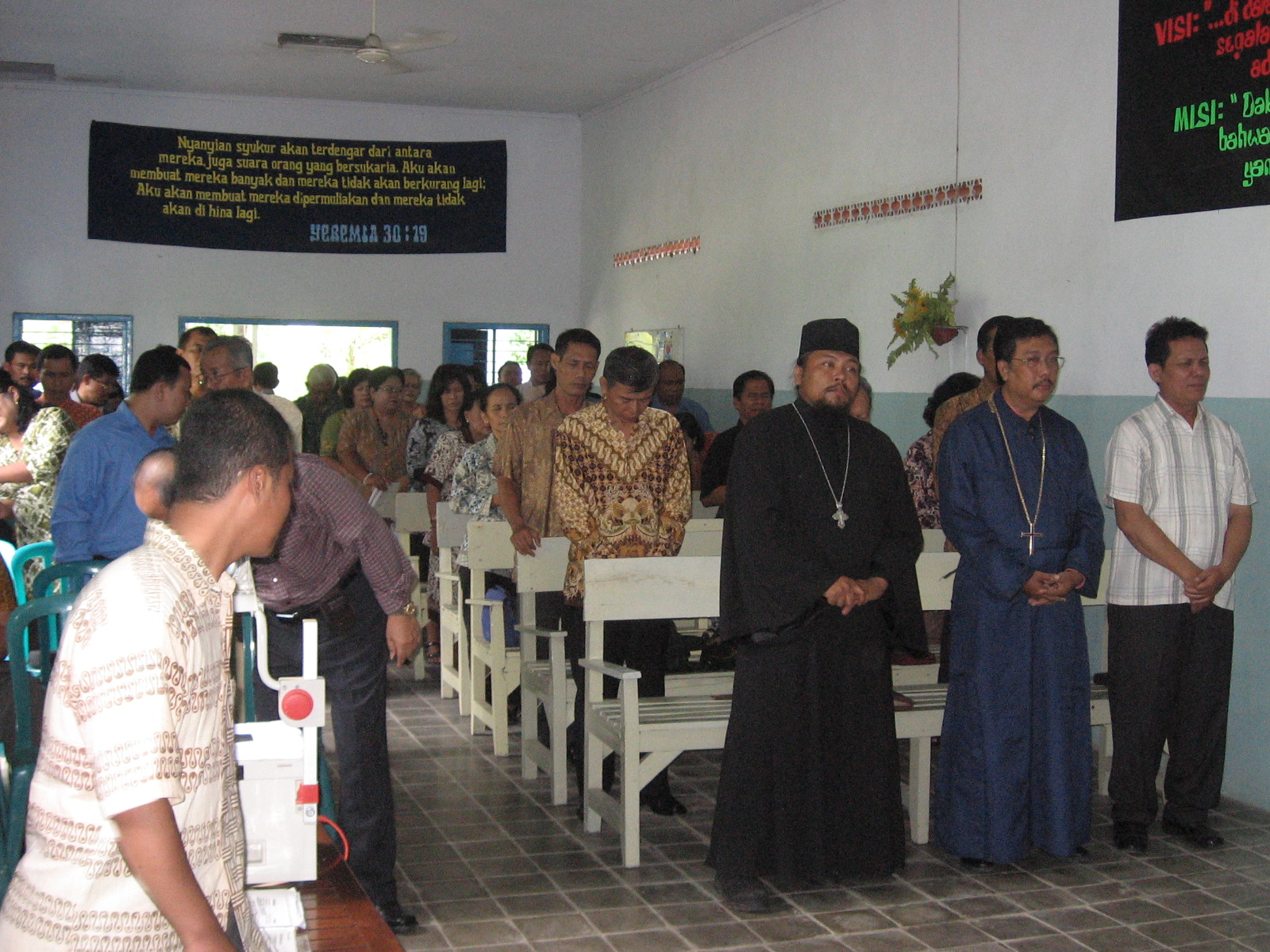
2011년 수라바야의 인도네시아 정교회 신도들

동방 기독교는 개신교와 함께 '크리스뜬' (Kristen)이라는 이름으로 인도네시아에서 운영되고 있다.
동방 정교회는 인도네시아 정교회 (모스크바 총대주교구)가 대표하고 있으며, 2019년까지 러시아 정교회 시드니, 오스트레일리아, 뉴질랜드 교구 (해외 러시아 정교회) 소속이었다가, 러시아 정교회 싱가포르 교구 관할에 있다.
이 외에도, 오리엔트 정교회 공동체가 존재하며, 대표적으로 시리아 정교회 (인도네시아: Kanisah Ortodoks Suriah), 알렉산드리아 콥트 정교회 (인도네시아: Gereja Kristen Ortodoks Koptik di Indonesia) 등이 있다. 과거 아르메니아 정교회 공동체도 식민지 시대 기간 존재했으나, 독립 이후 대부분이 철수하였다.

#### 그 외 기독교
모르몬교 (1969년 이래), 여호와의 증인 (1930년 이래) 등 기독교의 다른 종파 역시도 인도네시아 존재한다. 과거 인도네시아 국기에 경례를 하지 않고 정치에 참여하지 않는다는 이유로 금지되었던, 여호와의 증인은 2002년 3월 종교부에 공식적으로 등록되었다. 한편 모르몬교의 경우, 예수 그리스도 후기 성도 교회의 회장 러셀 M. 넬슨이 2019년 11월에 인도네시아 부통령궁을 방문하여, 인도네시아 부통령 마루프 아민과 만났다.

### 힌두교

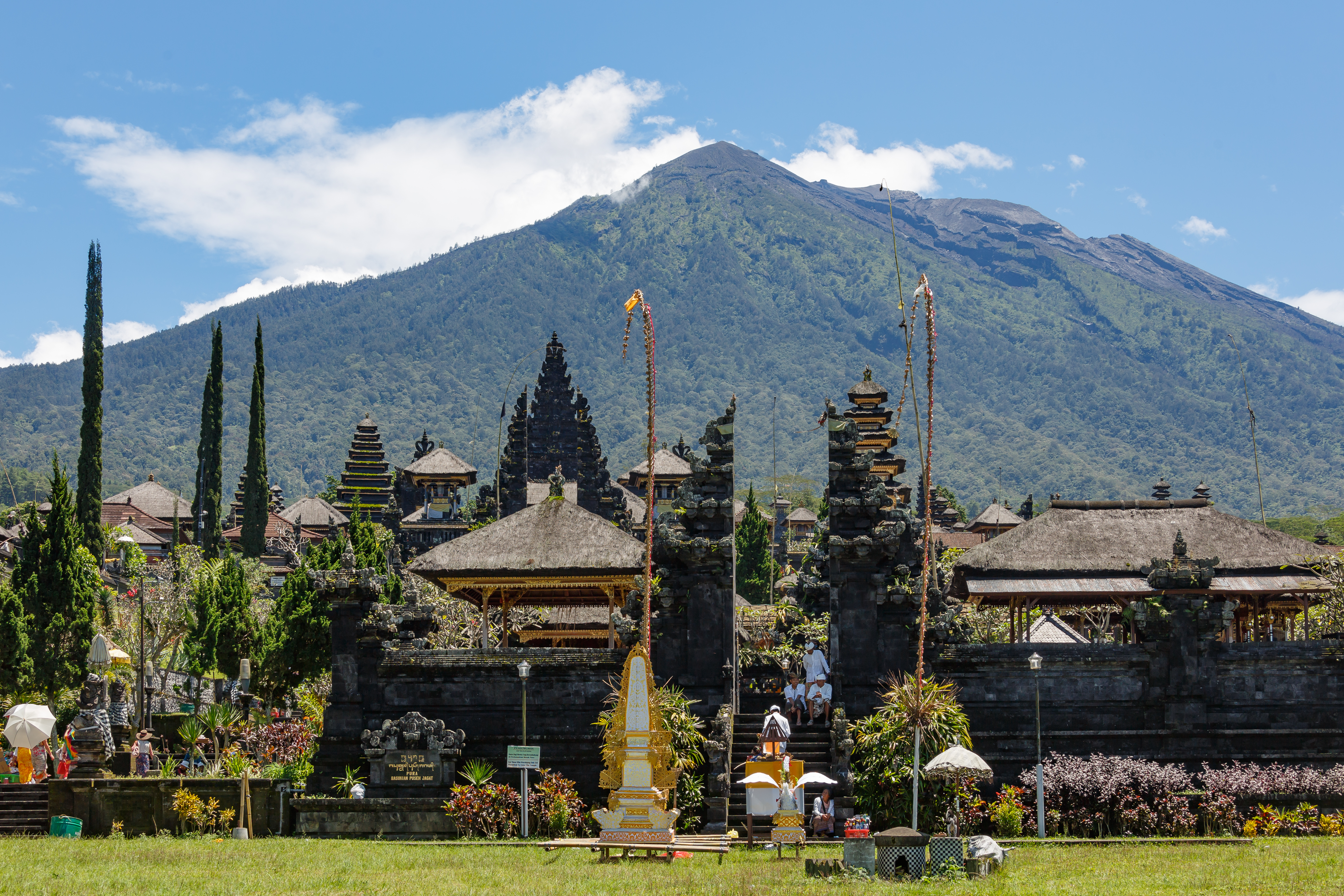
발리섬 동부 아궁산의 비탈 아래 있는 브사끼 사원은 발리 힌두교도들에게 있어 가장 중요하고, 최대 규모에 가장 신성한 사원이다.

힌두교 문화 및 종교는 2세기경 인도네시아 군도에 도래했으며, 이후 쿠타이, 마타람, 마자파힛 등 일부 힌두교-불교 국가들의 근간을 이뤘다. 130년경, 순다인들의 왕국 살라카나가라가 자와섬 서쪽에서 생겨났다. 이 왕국은 인도네시아 군도 역사상 첫 기록상의 인도화 된 왕국이었으며, 현지의 순다족 공주와 결혼한 인도 교역상들이 세웠다. 인도네시아 최대 규모 힌두 사원 프람바난이 산자야 왕조 시기 마자파힛 왕국 때 세워졌다. 마자피힛은 이슬람 제국이 발전하기 시작한 16세기까지 지속되었으며, 이 시기는 힌두-인도네시아 시대로 알려져 있다.
인도네시아의 힌두교는 다른 지역의 힌두교와는 독특한 특색을 갖고 있다. 인도네시아에서 아가마 힌두 다르마로 일컬어진 힌두교는 공식적으로 카스트 제도를 적용하였다. 또한 존경받는 향, 신, 자연의 정령들, 죽은 조상 등 현지의 오스트로네시아 요소들도 포함시켰다. 힌두 종교의 서사시, '마하바라타', '라마야나' 등에는 인도네시아의 '와양' 꼭두각시와 무용 등이 표현되어 있다. 아가마 힌두 다르마의 모든 수행자들은 여러 공통의 믿음을 공유하고 있으며, 대개 '빤짜 스라다' (Panca Srada)라고 하는, 인도네시아 힌두 철학의 다섯 가지 원리이다. 여기에는 하나의 전능한 신에 대한 믿음 (브라만), 윤회 및 환생보다는 영혼 및 무수한 토착과 조상들의 영혼, 카르마 또는 인과응보의 법칙에 대한 믿음 등을 포함한다. 이 외에도, 경전, 율법, 교리보다는 예술과 의식에 더 중점을 둔다. 자와섬의 여러 지역에서, 힌두교 및 이슬람교는 서로에게 영향을 상당히 미쳐, '아방간' 및 '크자웬' (크바티난) 전통을 만들어냈다.
2018년 자료에 따르면, 힌두교도는 469만 명으로 집계되었다 (인도네시아인의 1.69%). 파리사다 힌두 다르마 인도네시아는 이 수치에 의문을 제기하며, 인도네시아 내 많으면 1,800만 명에 이른다고 추산했다. 힌두교인의 대다수는 발리섬에 거주한다. 수마트라, 자와, 롬복, 칼리만탄, 술라웨시 역시도 상당한 힌두교도를 두고 있으며, 대부분이 발리인들로 정부의 후원을 받은 이주 정책을 통해 이 지역으로 이주한 자들이거나 자카르타 대도시권 같은 자와섬의 도시에 매력을 느낀 도심의 발리인들이다. 메단의 타밀계 인도네시아인들은 힌두교 신자들의 또 다른 중요한 집단을 형성한다.
힌두교로 흡수된 토속 종교들이 존재하며 (모든 신자들이 이에 동의하는 것은 아님) 다약족의 힌두 카하리간, 텡게르인들의 자바 힌두교, 부기족의 힌두 토로탕, 토라자족의 아루크 토도로 (힌두 알룩따) 등이다.
또한 크리슈나 의식국제협회, 사티야 사이 협회, 칭마야 미션, 브라흐마 쿠마리스, 아난다 마르가, 사하자 요가, 하이다칸디 사마지 (Haidakhandi Samaj). 등을 포함해 일부 국제 힌두교 개혁 운동이 존재하기도 한다.

### 불교

인도네시아의 군별 불교도

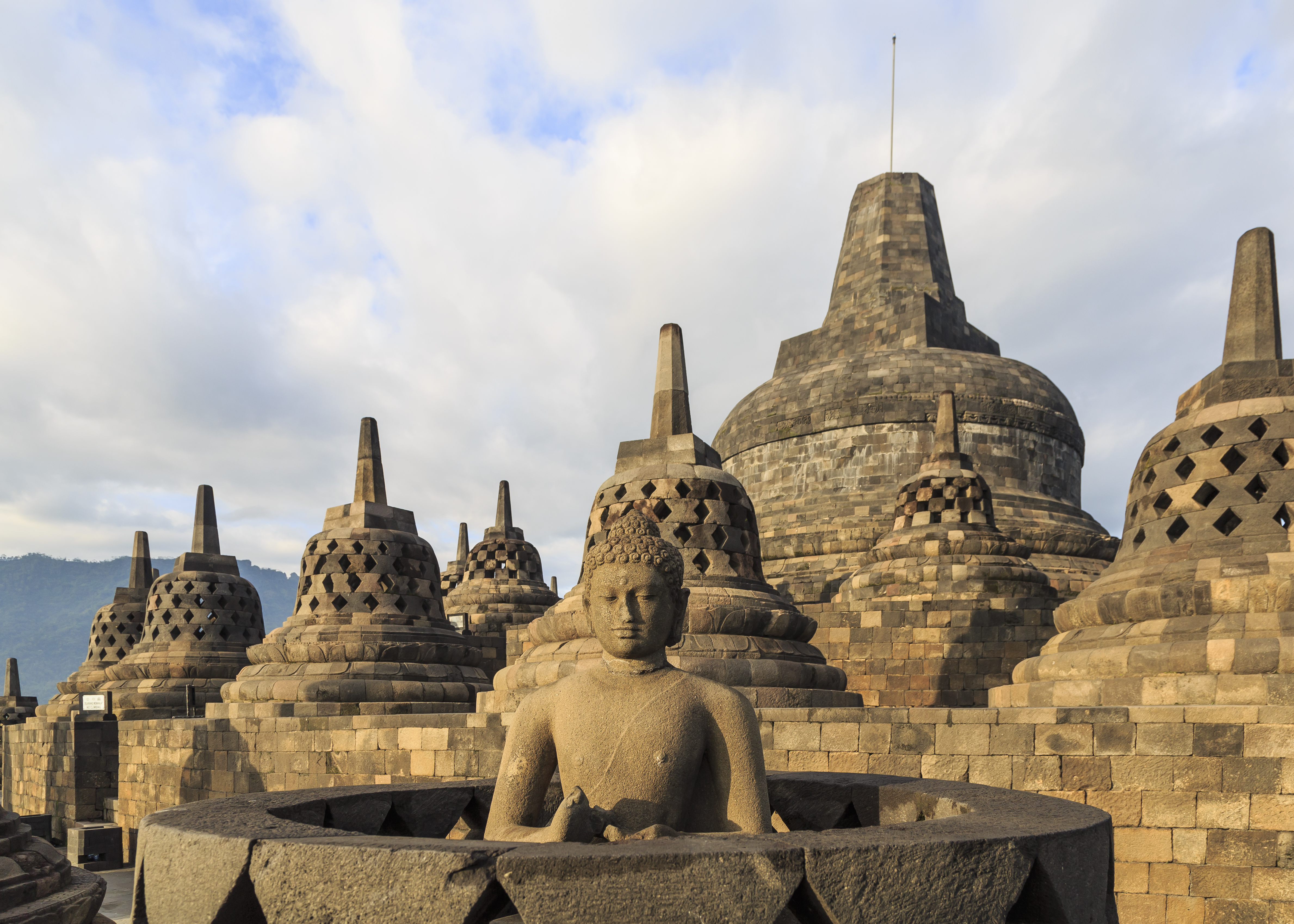
중앙자와주 마겔랑의 보로부두르 사원에 있는 불상

불교는 인도네시아에서 두 번째로 오래된 종교로, 6세기경에 도래했다. 인도네시아의 불교사는 힌두교의 역사와 밀접한 연관성을 띠고 있으며, 불교 문화를 기반으로 한 일부 제국이 동일한 시기에 세워졌다. 인도네시아 군도는 샤일렌드라 왕조, 스리위자야, 마타람 제국 등의 강력한 불교 제국들의 흥망성쇠를 겪어 왔다. 불교의 전래는 1세기 초부터 인도네시아와 인도 사이의 실크로드를 통한 무역 활동과 함께 시작되었다. 일부 중국쪽 사료에 의하면, 인도를 향하던 여정 중에 한 중국인 승려가 수마트라섬을 기반으로 한 강력한 해양 제국 스리위자야를 목격하기도 했다. 스리위자야 제국은 이 지역 내 불교 학문의 중심지 역할을 하기도 했다. 몇몇 역사적 유산 기념물들이 인도네시아에서 발견되는 가운데, 여기에는 욕야카르타의 보로부두르 사원, 초기 불교 제국들의 역사 시대의 조각상 및 '프라사스티' (prasasti, 비문) 등을 포함한다.
1960년대 중반 수카르노 대통령의 몰락 이후와 종교를 반드시 가져야 한다는 정책에 따라, Perbuddhi (인도네시아 불교도 단체)의 창립자인 비구 아신 지나락키따는 유일한 절대적 존재의 신 '상향 아디 부따'를 주장했었다. 고대 자와어 문헌에 전해 내려오는 인도네시아식 불교의 역사와 보로부두르 사원의 형태로 그 주장이 뒷받침되었다.
2018년 자료에 의하면, 인도네시아인들의 대략 0.73%가 불교도이며, 약 200만 명을 이룬다. 불교도의 대부분은 자카르타에 집중되어 있으며, 리아우주, 북수마트라주, 서칼리만탄주에도 상당한 수의 신봉자들이 존재하기는 한다. 그렇지만 이 수치는 실제보다 더 높게 나올 것일 수 있는데, 유교 및, 공식 종교로 여겨지지 않는 도교 신자들은 스스로를 인구 조사에서 불교도로 가리키기 때문이다. 오늘날, 대부분의 불교도는 중국계 인도네시아인이며, 자와인들과 발리인들 중에도 소수가 존재한다. 인도네시아의 불교도들의 주요 종파는 상좌부 불교, 대승불교, 밀교 등이 있다. 일부 중국계 인도네시아인들은 삼교 (Tridharma) 및 일관도 (Maytreya) 같은 중국계 신앙과 혼합된 형태의 불교를 따르기도 한다.

### 유교

인도네시아의 군별 유교도

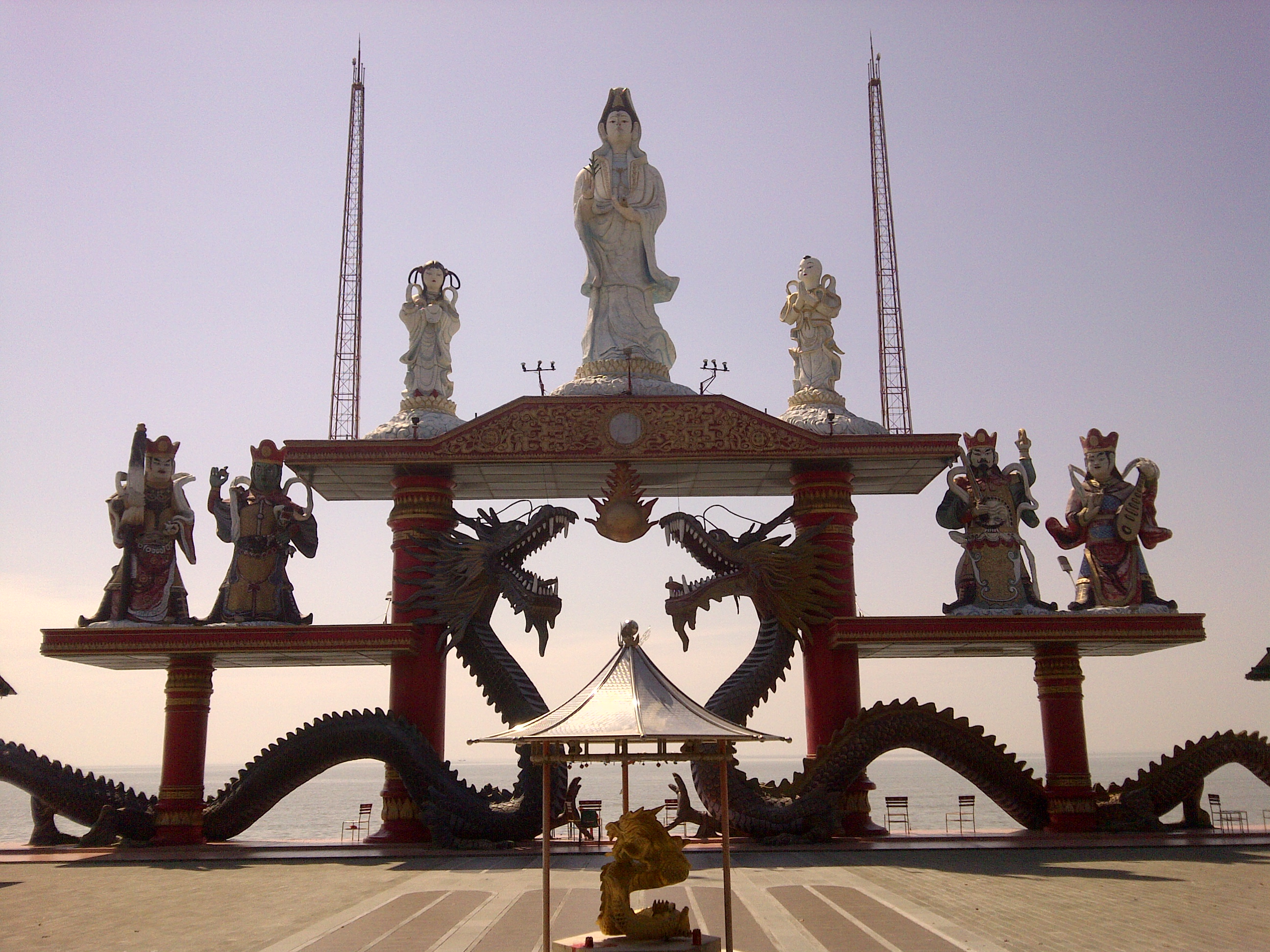
동자와주 수라바야의 상가르 아궁 사원

유교는 중국에서 기원했고 이르면 서기 3세기에 중국인 상인들이 인도네시아에 들여왔다. 다른 종교들과 달리, 유교는 정통한 신학을 갖춘 잘 조직된 공동체로서보다는 느슨한 개인의 수행 및 행동 지침에 따른 믿음의 형태로서 좀 더 발달하였으며 종교라기보다는 일종의 삶의 방식이나 사회 운동에 더 가까웠다. 1900년대에 들어서야 유교 신자들은 바타비아에 'Khong Kauw Hwe' (KKH)라는 단체를 결성하였다.
1945년에 인도네시아가 독립한 이후, 유교는 몇몇 정치적 분쟁에 영향을 받게 되었다. 1965년, 수카르노는 대통령령 1/Pn.Ps/1965을 통과시켜, 유교를 포함하여 인도네시아인들에게 수용되는 여섯 개 종교를 공인하였다. 1961년, 'Association of Khung Chiao Hui Indonesia' (PKCHI) (현재의 인도네시아 유교 최고 위원회)는 유교가 종교이고 공자가 자신들의 선지자라고 선언하였다.
신질서 기간, 반중국 정책이 대중들로부터 정치적 지지를 얻는 방법으로서의 희생양이 되었으며, 특히 중국으로부터 후원을 받았다고 주장되는 인도네시아 공산단이 몰락 이후에 두드러졌다. 1967년, 수하르토는 논란의 대통령령 No. 14/1967를 발의하는데, 이 법령은 중국어로 된 문서, 중국 신앙에 대한 표현, 중국계 행사와 축제, 심지어는 중국식 이름 등을 포함해 사실상의 중국 문화를 금지시켰다. 비록 수하르토는 중국계 인도네시아인들이 다수의 부유한 권력자들임을 알고 있었지만, 인구의 3%에 지나지 않다는 점 역시 알고 있었다.
1969년, 공식 종교 여섯 개를 복원시키는 법령 5/1969가 제정되었지만, 실제로 이뤄지지는 않았다. 1978년, 인도네시아 내무부는 유교를 배제하고 오직 다섯 가지 종교만 존재한다고 하는 지침을 내렸다. 1979년 1월 27일, 대통령 각료회의에서 유교는 종교가 아니라는 결정을 내렸다. 1990년의 또 다른 내무부 지침이 인도네시아에는 모두 다섯 개 공인 종교만이 있다고 재차 밝혔다. 이에 따라, 신질서 정권 시기 유교의 지위는 결코 명확하지 않았다. 법률상으로 상충하는 점들이 있었는데, 상위법에서는 유교를 인정하였으나, 하위법에서는 이를 인정하지 않은 것이었다. 실제로, 유교 신자들은 정부로부터 인정을 받지 못하였고, 이들은 시민권을 유지하기 위해 본래 다섯 개 종교 중 하나로 등록할 수밖에 없었다. 이 관례는 국가 신분증, 혼인신고, 가족관계증명서 등 여러 경우에 적용되었다. 인도네시아의 공립 교육에서는 학생들에게 오직 다섯 개 공인 종교만 있다고 가르쳤다.
1998년 수하르토 몰락 이후, 압두라만 와힛이 인도네시아 제4대 대통령으로 선출됐다. 그는 1967년 대통령령과 1978년 내무부 지시를 취소하였고, 유교는 다시 한번 인도네시아의 종교로서 공식적으로 인정받았다. 중국인들의 문화 및 활동들도 다시 허용되었다.

## 토속 종교

인도네시아의 군별 알리란 끄퍼르차얀 신자 (2022년)

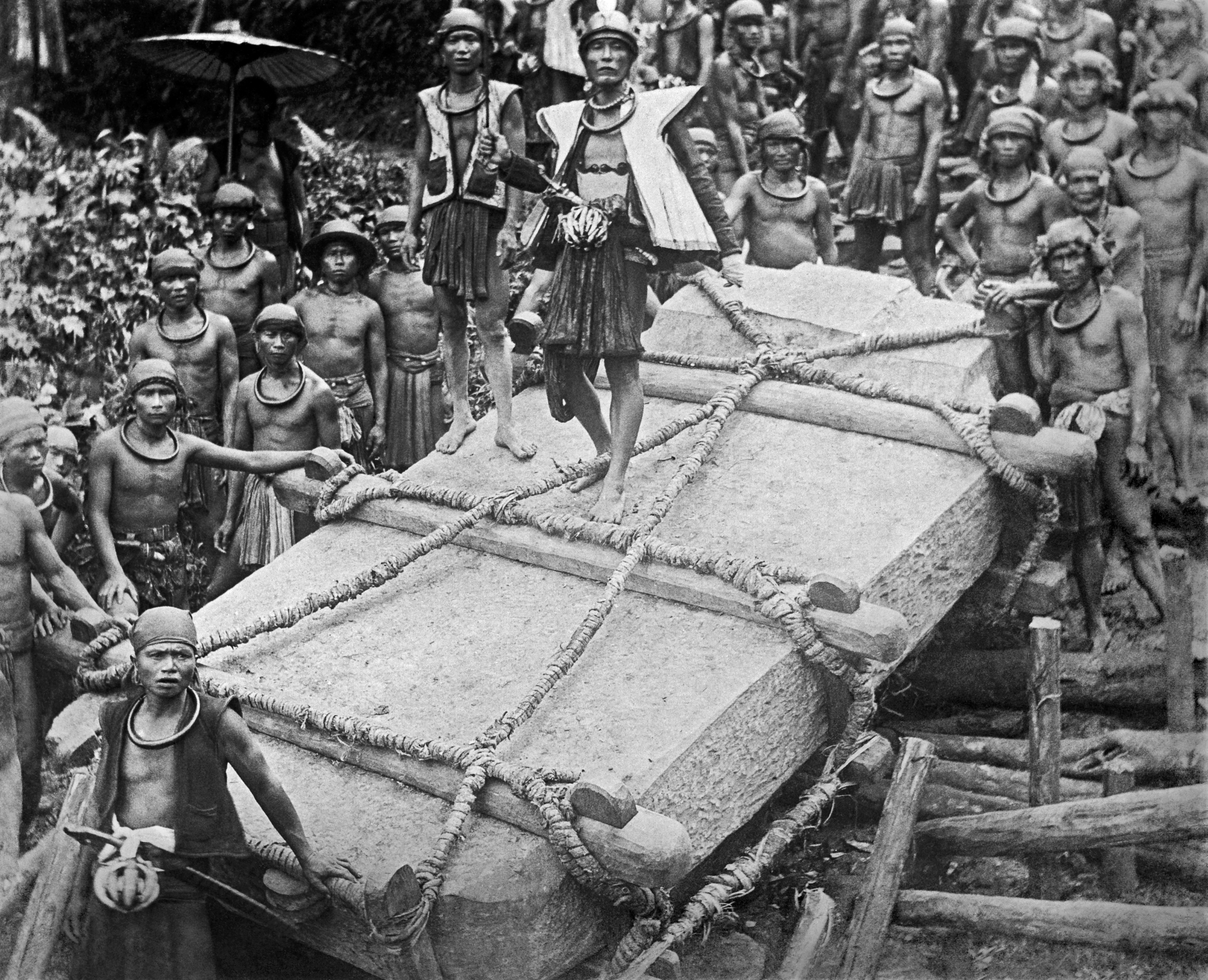
거석기념물을 옮겨 세우고 있는 니아스섬의 부족민들 (1915년경)

다수의 조상 숭배적 애니미즘/다신교 성격의 토속 종교 (오스트로네시아족 및 파푸아족의 민족 신앙)들이 존재하며, 이 종교는 다르마 및 아브라함 종교가 도래하기 이전 인도네시아 군도 전역에서 우세하던 종교이었다. 일부는 순수한 형태 또는 혼합적 형태로 여전히 인도네시아의 몇몇 지역들에 존재한다. 다음과 같다:
- 바탁족의 '파르말림'
- 부기족의 '톨로탕'
- 다약족의 '카히랑안'
- 자와인의 '크자웬'
- 카로인의 '페메나'
- 마누셀라인의 '나우루스'
- 믄타와이인/시브룻의 '아랏 사불룽안'
- 미나하사인의 '토나스 왈리안'
- 니아스인의 '파놈바 아두' (펠레베구)
- 파푸아인의 (아스맛인, 그밖.) '아닷'
- 상이헤인의 '마사데'
- 사삭인의 '웨투 텔루'
- 사부인의 '징기 티우'
- 숨바인의 '마라푸'
- 순다인/바두이인의 '순다 위위탄'
- 탈라우드의 '아닷 무시'
- 토라자족의 '알룩 토돌로', 그 외.[101]

토속 종교의 비공식적 신자의 수치는 2천만 명에 이른다. 인도네시아 정부는 일반적으로 토속 신앙을 '종교' (agama)보다는 '관습' (kepercayaan adat)으로 보거나 공인 종교의 변형 형태로 본다. 이 때문에, 다약족의 '카히랑안' 신자는 이슬람교 및 기독교로 개종하라는 압력을 피하기 위해 스스로 힌두교도라고 한다. 순다족의 '순다 위위탄', 토라자족의 '알룩 토돌로', 바탁족의 파르말림 (인도의 영향을 받은 발리 힌두교와 차이를 보임) 등 일부 토착 부족 신앙들은 생존을 위해 힌두교로 인정하고 있으면서도, 동시에 발리인들이 통제하는 주류 인도네시아의 힌두교와의 차이점을 지키고 있다. 여러 경우에서, 이 토착 신앙의 신자 일부는 최소한으로서 신분증에 등록된 기독교나 이슬람교로 개종을 하면서도, 동시에 여전히 토착 신앙을 유지하고 따른다.
현지의 신흥 종교를 포함한, '신앙의 분파/사조' (알리란 끄퍼르차얀)는 2017년 인도네시아 헌법재판소의 결정에 따라 부분적으로 인정을 받았다. 공인되지 않은 종교의 사람들 또는 토착 종교 신자들이 신분증의 종교란을 공란으로 두도록 요구하는 법은 헌법에 위배된다고 판결했다.

### 크자웬 (자와인의 신앙)
'크자웬' (자와인의 신앙) 또는 '끄바띠난'은 애니미즘, 힌두-불교, 이슬람 (그 중에서도 특히 수피 신앙의 융합체이다. 이 신앙은 자와인들의 역사와 공통된 기반을 모색하기 위해 여러 종교의 요소들을 혼합하려는 성향을 지닌 관념주의를 기반으로 하고 있다. '크자웬'은 신화적인 것이 일반적 특징이며, 일부 변형 형태에서는 영적인 자기 통제에 중점을 두었다. 1992년에 여러 형태가 존재했음에도, '크자웬'은 보통은 범신론적 숭배 방식을 포함하고 있으며 조상령들에 대한 희생 의식과 기도를 권장하고 있기 때문이다. 조상령들은 자연물, 사람, 유물, 중요 왈리 (이슬람 성인)의 무덤터에 거주한다고 믿어진다. 질병과 그밖의 불운 등은 이 조상령에서 비롯하며, 희생 제물이나 공물이 화난 신들을 달래지 못할 경우 '두꾼'이라고 하는 치료사의 조언을 찾는다. '크자웬'은 정통 이슬람교의 공격적인 보편주의로부터 벗어남을 의미하면서도, 보다 내면화된 형태의 보편주의로 나아간다. 이러한 방식으로, '끄바티난'은 보편적인 것과 지역적인 것, 공동체와 개인 사이의 구분을 없애 가는 방향으로 나아간다.
'크자웬'은 특정한 선지자, 성서가 없으며 특유의 종교 행사 및 의례도 존재하지 않는다. 이는 각 신자가 타인 및 최고 존재와의 관계 속에서 지닌 내면화된 초월적 비전과 신념에 더욱 관련성을 띠고 있다. 이에 따라, '끄바티난' 신자는 신분증 상으로 자신들을 공인된 여섯 종교의 신자 중 하나로 인식할 수 있고, 동시에 '끄바티난' 신앙과 삶의 방식을 이어나가는 포용력을 갖고 있다. 이 느슨하게 조직된 사상과 실천의 흐름은 1945년 헌법에서 합법화 되었고, 1973년에는 전능하신 유일신에 대한 신앙 (Kepercayaan kepada Tuhan Yang Maha Esa)으로 공식 인정되면서 어느 정도 'agama'(공식 종교) 중 하나로서의 지위를 얻게 되었다. 수하르토 대통령은 본인을 직접 크자웬의 신자 중 하나라고 여기기도 했다.
공식적인 크자웬/끄바티난 운동에는 수부드, 수마라, 빵으스뚜, 뻐르잘라난, 암리타 등이 있다.

#### 수부드
수부드는 1920년대 인도네시아에서 시작된 국제 영성 운동으로, 수피즘과 자와 신앙과 연관성을 띠며 무함마드 수부 수모하디위드죠조가 창설했다 (수부드라는 명칭은 1940년대 말에 처음으로 사용되었으며 당시 수부드는 인도네시아에서 합법적으로 등록되어 있었다). 수부드의 기본은 '라티한 끄지와안'이라 흔히 일컬어지는 정신 수양이며, 이에 대해 무함마드 수부 수모하디위드죠조는 '신의 힘' 또는 '거대한 생명의 힘'으로부터 전해진 안내라고 했다.
무함마드 수부는 현 시대를 사람들이 단지 말만으로는 믿지 않기 때문에, 종교적 혹은 영적 진정성에 대한 개인적인 증거와 확증을 요구하는 시대로 보았다. 그는 수부드가 새로운 가르침이나 종교가 아니며 인류가 찾고 있는 증거의 형태인 '라티한 끄지와안'일뿐이라고 한다. 현재 83개국에 수부드 단체들이 존재하며, 전세계적으로 회원이 10,000명가량이.

### 사민운동
제국주의 네덜란드의 자본주의적 관점을 거부한 인도네시아의 사회종교계의 사민운동 (Sedulur Sikep)은 19세기 말과 20세기 초 북중 자바 (블로라)에서 수론티코 사민이 조직하였다.

### 그 외

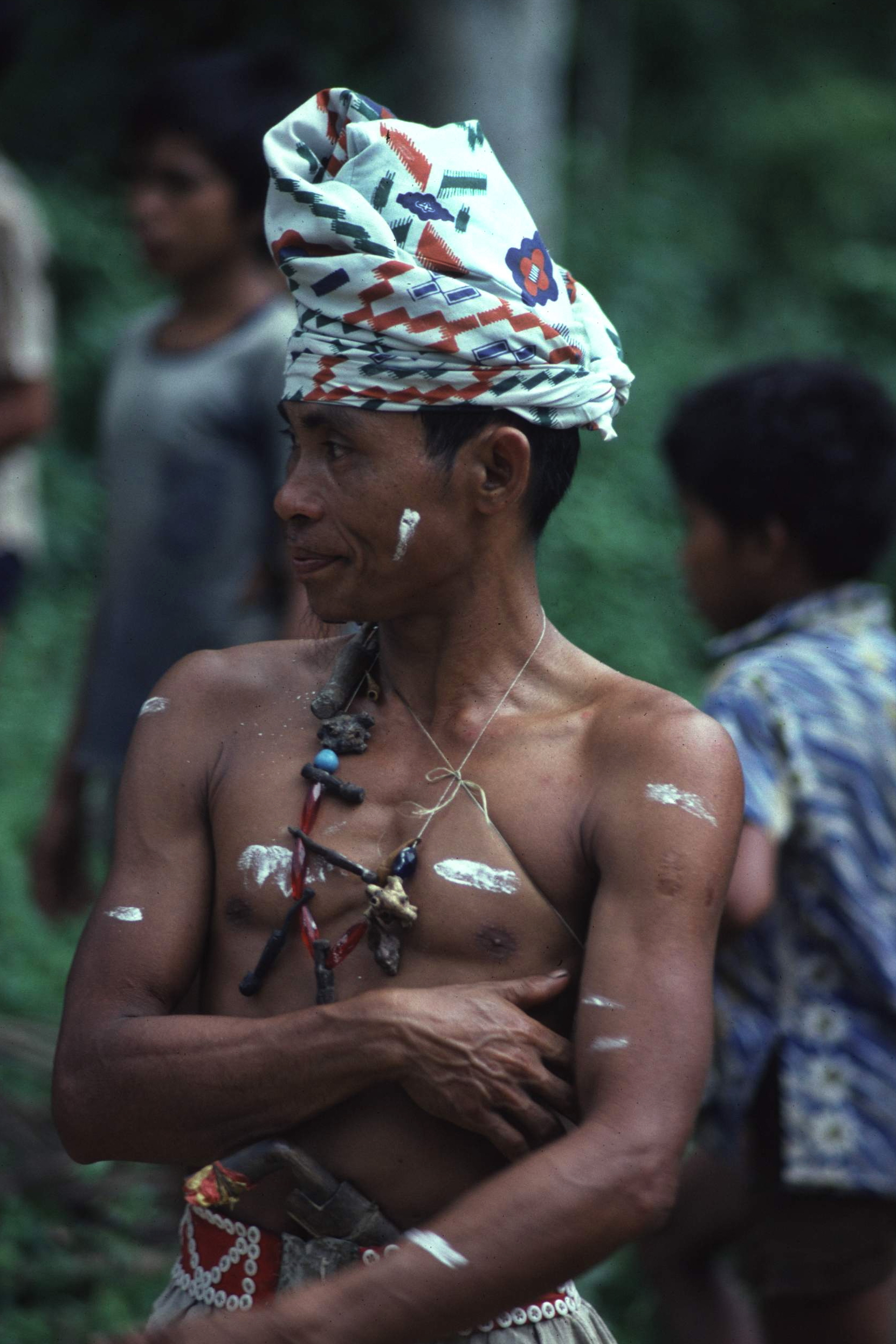
다약족의 두꾼 (주술사).

두꾼과 빠왕은 주술사를 가리키는 인도네시아 용어이다 (인도네시아의 말레이계 사람들은 보모라는 단어를 사용한다). 이들의 사회적 역할은 전통 치료사, 영매, 관습 및 전통 전문가이자 이따금은 마법사 및 흑마술사이다. 일반적으로, '두꾼'은 별개 종류의 주술사인 '빠왕'과 혼동된다. 인도네시아에서 주술사로 자칭하는 많은 이들이 초자연적인 것을 믿고 자라 잘 속아 넘어가고 미신을 믿는 이들을 대상으로 한 사기꾼 및 범죄자들이.

## 그 외 종교 및 신앙 체제

### 유대교

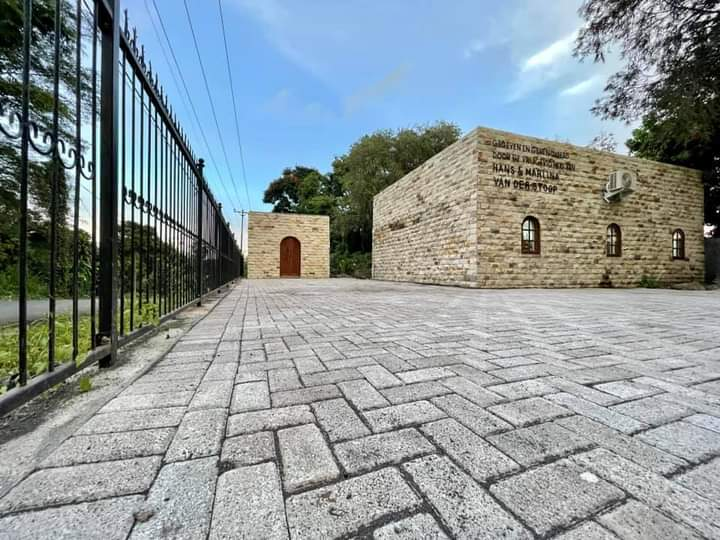
북술라웨시주 똔다노의 샤아르 하샤마임 시나고그

인도네시아 군도의 초기 세파르딤 유대인 정착은 17세기 포르투갈과 스페인에서 온 이들에 의해 이뤄졌다. 1850년대, 네덜란드와 독일에서 기원한 약 20여 가구의 유대인들이 바타비아에 거주했었다. 일부는 스마랑과 수라바야에 거주했었다. 몇몇 바그다디 유대인들도 정착했었다. 1945년 이전, 인도네시아에 약 2.000명의 네덜란드계 유대인들이 있었다. 일부 유대인들은 유대인들은 포로 수용소로 보내졌던 일본 점령기 때 기독교나 이슬람교로 개종하기도 했으며, 인도네시아 독립 전쟁 당시에는 유라시아계 사람들이 희생양이 되기도 했었다. 1957년에, 대략 450명의 유대인들이 남아있었다고 전해지며 주로 자카르타의 아슈케나짐과 수라바야의 세파르딤이 있었다. 유대인 공동체는 1963년에 50명 1997년에는 20명으로 줄어들었다.
수라바야의 유대인들은 싱가포르에 거주하는 친지들 및 같은 종교를 믿는 이들의 산발적인 지원을 받으며, 오랜 세월 시나고그를 유지해왔다. 베트 샬롬 (Beth Shalom)은 이스라엘의 가자 지구 공격에 반대하는 과격한 단체들의 항의가 벌어지고 난 뒤인 2009년에 폐쇄하였다. 이후 시설은 수라바야 지방 정부에 의해 역사 유산으로 지정되었으나, 2013년 5월에 미심쩍은 부동산 거래의 일환으로 아무런 예고 없이 철거되었다.
2003년, '샤르 하샤마임' 시나고그 (비소속)는 북술라웨시주 똔다노의 약 20여 명의 현지 유대인 공동체들을 위해 운영되고 있었고, 약 8명의 정통파 유대교 신자들이 예배에 참석했다. 현재, 이곳은 운영 중에 있는 인도네시아 내 유일한 시나고그이다. 그 외에도 전국에 걸쳐 여러 유대인 집단이 운영하고 통합 인도네시아 유대인 공동체가 감독하는 가정 시나고그 6곳이 있다.
'통합 인도네시아 유대인 공동체" (UIJC)가 2009년 설립되어 2010년 10월부터 운영되고 있다. 이 단체는 인가된 180명의 유대인 등 모든 유대인의 부류 (정통 및 평등주의) 신자들을 포용하고 있다. 수마트라에서 파푸파에 이르기까지 인도네시아 전역의 8개 지역을 아우르고 있다.
최초의 인도네시아계 유대인 랍비 Rabbi Benjamin Meijer Verbrugge (Benny Meijer 박사)가 UIJC 출신이다. 그는 2013년 시카고에 있는 'Rodfei Kodesh' 유대교 교육 기관에서 랍비 Jonathan Ginsburg 그리고 랍비 Steven Jules Peskind으로부터 랍비 대리 (Para Rabbi) 자격 서품을 받았고, 2015년 뉴욕에 있는 국제 랍비 신학교 (Rabbinical Seminary International)의 Joseph H. Gelberman으로부터 정식 랍비 서품을 받았다. 서품식은 2015년 7월 2일 뉴욕 맨해튼의 339 West 47th Street에 위치한 비소속 교단 유대인 시나고그 (The Actors' Temple)에서 열렸다.
2015년, 사도 운동 기독교 교단에 속한 한 단체인 'Beit Torat Chaim'라는 이름의 유대인 공동체가 종교부에 의해 기독교 교회로 설립되었다. 자카르타에 위치했으며 랍비 토비아 싱거가 이끌 예정이었으나, 토비아는 인도네시아를 떠난 상태이다.

### 바하이교
종교 데이터 아카이브 협회에 따르면, 인도네시아의 바하이교는 2020년 기준 인도네시아 인구의 0.01%라고 한다.
바하이교 공동체는 인도네시아 정부의 차별 정책의 대상이다. 2014년 이래로, 이 상황은 공인 가능성에 대한 정부의 계획으로 개선되어 가고 있다 (2014년 바하이교에 대해 공식 인정을 이미 받았다는 잘못된 의견이 있었다).

### 시크교

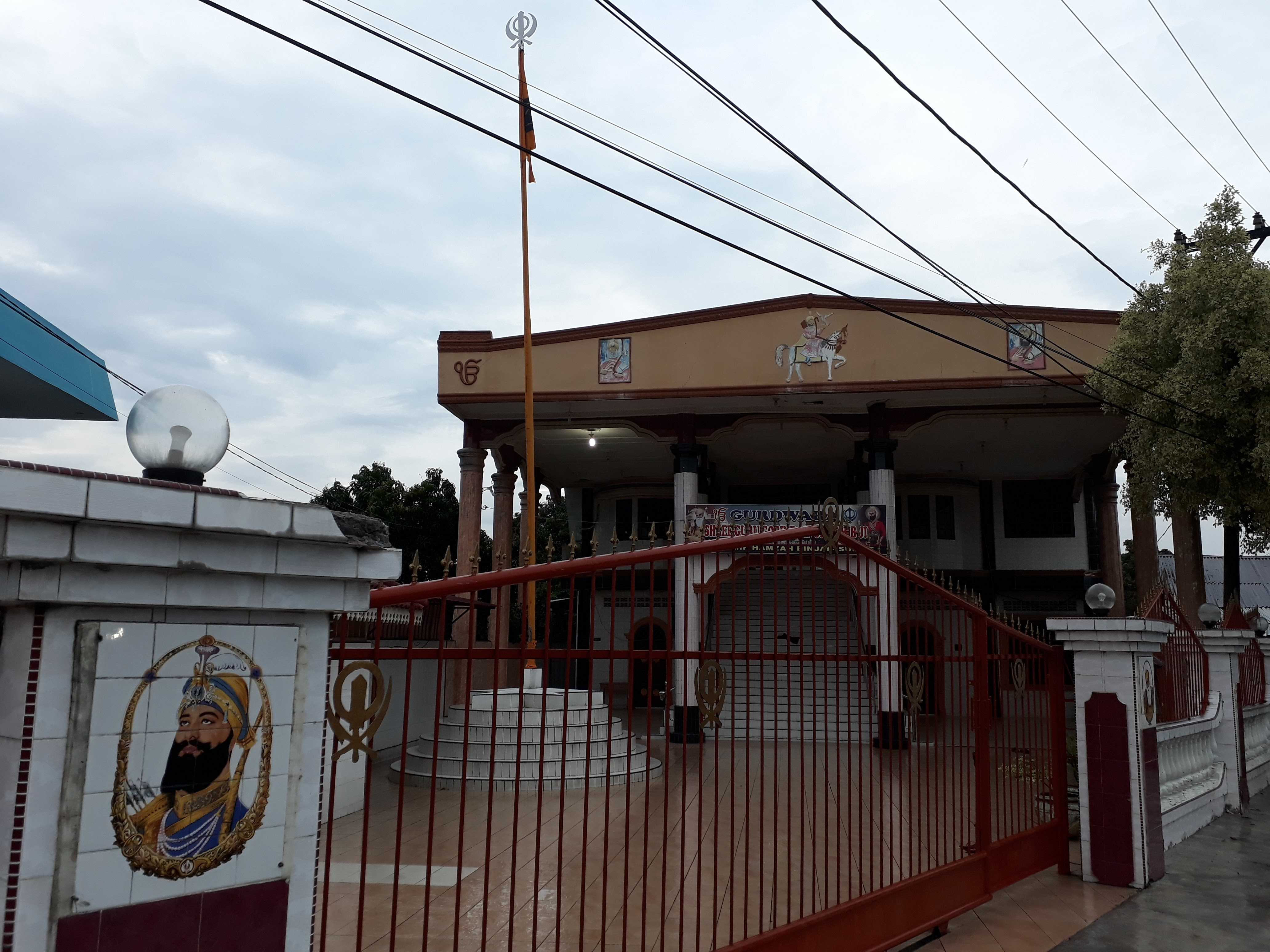
북수마트라의 빈자이에 위치한 구르드와라

시크교도의 인도네시아 이주는 1870년대 시작되었다 (경호원 및 무역상). 수마트라와 자바섬에는 몇몇 구르드와라와 학교들이 존재하며, 예로 메단에 있는 곳은 1911년에 건립되었다. 2015년, 시크교 인도네시아 최고 위원회가 설립되었다. 2022년에 10,000명에서 15,000명 가량, 시크교도가 인도네시아 정부를 통해 공식 인정받지 못하고 있고, 따라서 신분증상 힌두교도로 나타내고 있다.

### 자이나교
소규모 자이나교 공동체인 'Jain Social Group Indonesia' (JSG Indonesia)가 인도계 인도네시아인들을 중점으로 자카르타에 위치하고 있다.

### 신토

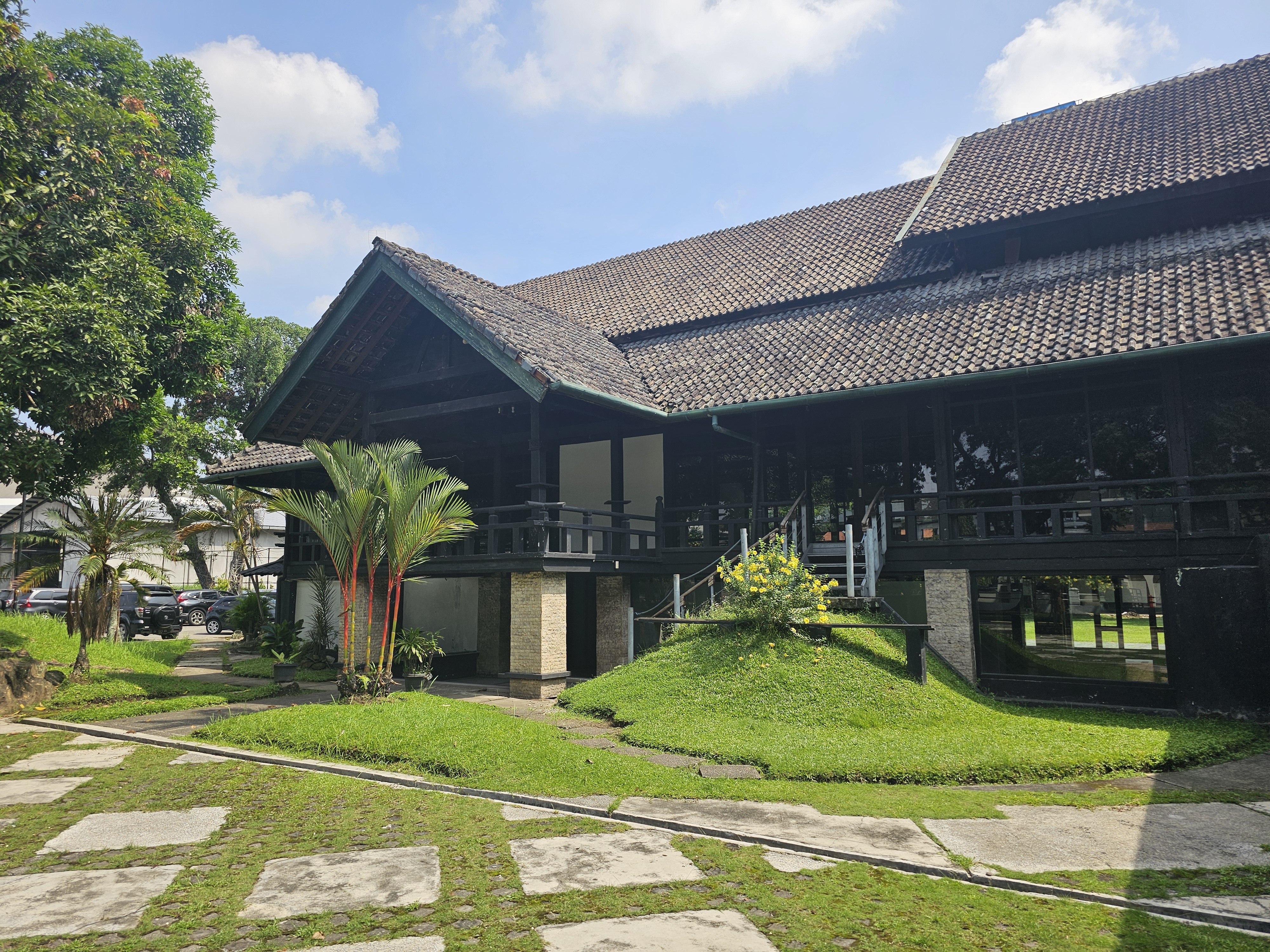
제2차세계대전 이후 동남아시아에 남아있는 일본의 신토 사원인 메단의 히로하라 사원

일본 점령 기간, 신토가 인도네시아에 도입되며, 호코쿠 사원, 칭난 사원, 히로하라 사원을 포함해 11개 사원 건설로 이어졌다. 제2차세계대전 종전 후, 이 신토 사원의 대부분은 파괴되거나 버려지면서 히로하라 사원만이 인도네시아의 유일하게 남은 신토 사원이 되었다.

### 신흥 종교
인도네시아의 유명한 신흥 종교에는 신지학회, 초월 명상 운동, 파룬궁, 라다 소아미 사트상 베아스 (RSSB),, 인도네시아에서 기원한 수부드, 이든 커뮤니티 (Jamaah Salamullah) 등이 있다.

### 무신론
무신론을 금하는 명백한 법률이 존재하지 않음에도, 무신론자들이 무신론적 관점을 대대적으로 밝혔다는 혐의에 신성모독으로 기소된 법적 사례들은 판차실라에 비추어 볼 때, 해당 행위가 사실상 위법으로 간주되는가라는 문제를 불러 일으켰다. 일부 성직자들은 판차실라의 제1항에서 무신론이 불법임을 언급한다고 드는 한편, 법학자들은 판차실라가 민족주의자, 무슬림, 비무슬림 건국자들 간의 타협안으로서 적용된 것이이며, 무신론의 금지를 의도한 것은 아니라고 말한다. 그럼에도 무신론자들은 기소될 것을 두려워하여 자신의 무신론적 신념을 공개적으로 표현하지 않는 경향이 있다.
2012, 공무원이던 알렉산더 안은 페이스북 페이지에 "신은 없다"라는 내용을 올리고 국제적 논쟁을 촉발시킨 온라인상 무함마드에 대한 분명한 모습을 공유한 죄로 30달의 구금형을 선고받았다 알렉산더의 변호인들은 인도네시아에는 무신론자가 약 2,000명밖에 존재하지 않은 점을 밝히면서 무신론을 밝히는 것에 대한 구금의 위협으로 인해 그 수치를 추정하는 것이 어렵다고 발언했다.

## 종교 간 관계
인도네시아 정부가 몇몇 종교를 공인하고 있지만, 종교 간 분쟁이 발생하고 있다. 신질서 기간, 수하르토 대통령은 이름 및 종교 등을 포함한 중국 문화와 관련된 그 어떤 것도 금지시키는 반중국법을 제시하였다. 수하르토는 또한 내각에 기독교인 비율을 많이 둠으로써인도네시아 정부의 탈이슬람화에 대한 노력을 기울이기도 했다. 그렇지만, 1990년대 초, 이슬람화 문제가 나타났고, 군 조직은 민족주의 진영과 이슬람 진영 두 집단으로 분열되었다 프라보워 수비안토 장군이 이끌던 후자의 경우는 이슬람화를 선호하였고, 반면 위란토 장군은 세속주의 정부를 선호하는 전자 세력이었다.
신질서 정부 기간, 19세기 초 네덜란드 동인도회사가 시작했던 이주 정책이 계속 이어졌다. 이 정책의 의도는 인도가 과밀되어 있던 자와섬, 발리섬, 마두라섬의 수 백만 명에 이르는 인구를 암본섬, 소순다 열도, 파푸아섬 등 인구가 적은 지역으로 이주시키는 데 있었다. 그렇지만 비무슬림 지역에 이슬람교를 들여온 자와인 및 마두라인들의 일종의 식민지화로 묘사되며 비판을 받고 있다. 서부 인도네시아의 국민들은 소수의 기독교인들이 공존하는 가운데 대부분이 무슬림들이고, 동부 지역에서는 기독교 인구가 무슬림과 비슷하거나 더 많다. 이러한 인구 분포는 수하르토 대통령의 사임 이래 포소 폭동과 말루쿠 종파 갈등을 포함해 동부 지역내 많은 종교 분쟁으로 이끌었다.
인도네시아 정부는 종교 간 협력 계획을 제안하며 이 긴장 사태를 낮추려 노력하고 있다. 인도네시아 외교부는 인도네시아 내 가장 유력한 이슬람 단체 나흐타둘 우라마와 함께, 국내의 긴장을 완화할 수 있다고 여겨지는 이슬람교의 온건화를 촉진하기 위한 국제 이슬람 학회 컨퍼런스를 개최하였다. 2004년 12월 6일, "종교 간 협력에 대한 대화: 공동체 건설과 조화"라는 이름의 컨퍼런스가 열렸다. 아세안 국가들과, 호주, 동티모르, 뉴질랜드, 파푸아뉴기니 등이 참석한 이 회의는 인도네시아의 종교 간 갈등을 최소화를 위해 종교가 다른 단체 사이 협력의 가능성을 논하기 위한 것이었다.
그럼에도, 미국 국제종교자유위원회가 미국 의회에 제출한 2010년 보고서는 인도네시아 내 시아파 공동체, 특히 동자와와 마두라에서 벌어진 공격을 언급했다. 마두라에서 벌어진 한 사건에서는, 현지 마을 주민들이 시아파 주택을 둘러싸고 종교 활동을 멈추라는 요구를 하기도 했으나, 현지 지도자들과 성직자들이 군중을 해산시켰다. 아흐마디야 문제에 대해, 인도네시아는 이들의 인권을 보호하고 이를 실현하는 데 실패했다. 일부 아흐마디야 모스크가 2008년에 방화되기도 했다. 아흐마디야 신자 126명이 2012년까지의 4년 동안, 자국 내에서 난민이 되었다.
하지만 숭배소 건립에 대한 종교 분쟁은 종교적 이유보다는 경제적 이익과 관계성을 갖고 있음이 드러났다. 예시로, 자카르타의 Bethel Injil Sepenuh Church (GBIS) 분쟁은 1957년부터로 거슬러 올라가는 토지 분쟁 때문이며, 한편 보고르의 인도네시아 교회 Taman Yasmin 분쟁은 교회 지역을 사업 지구로 바꾸려는 지방 정부의 계획으로 인한 것이었다. 보고르의 Taman Yasmin 교회는 인도네시아 대법원을 통해 유지되고 보호를 받고 있었으나, 보고르 시장은 법원의 판결을 따르는 것을 거부했다. 사회에는 긍정적인 형태의 관계도 나타났으며, 그 예로는 2004년 쓰나미 피해자들을 돕기 위해 여섯 개의 서로 다른 종교 단체들이 함께한 노력이 있다. 2011년, '인도네시아의 수니파 및 시아파 협의회' (MUHSIN)가 설립됐다.
2017년, 바수키 차하야 푸르나마 (아옥)의 신성모독 재판은 세계적인 관심을 받았다. 2016년, 2017년 자카르타 단체장 선거 기간 유세 당시, 아옥은 일부 시민들이 꾸란의 알마이다 51절 구절과 그 변형 형태를 사용해 위협당하고 속아 넘아가기 때문에 자신에게 투표를 하지 않는 것이라 하였다. 대학교에서 강연 이후, Buni Yani는 그의 연설을 포함한 영상을 편집하였고, 이에 대한 대규모 항의 시위가 퍼지며, 결국 2017년 5월 그의 논란이 된 수감으로 이어졌다. 조코 위도도 행정부는 히즈브 우트-타흐리르의 인도네시아 지부를 금지하는 반응을 보였다. 이후 극단주의를 억제하려는 인도네시아 정부, 특히 정보국 (BIN)의 시도는 일부 종파 세력들에는 이슬람교에 대한 공격으로 일컬어졌다.

## 종교에 대한 인구 조사 자료
종교는 1961년, 1971년, 1980년, 1990년, 2000년, 2010년 인구 조사 및 다양한 인구 통계 당시에 인구조사 변수였다. Being deemed divisive, 종교에 대한 1961년 인구조사 자료는 분열을 일으킬 것으로 보여져 공개되지 않았다. 1971년, 기독교가 세 개 집단 가톨릭, 개신교, 그 외로 기록되었다. 국제연합의 1979년 인구 연감은 모든 기독교인들을 총합한 자료를 기재하고 있다. 2000년 인구 조사 때, 천주교인과 개신교인만이 가능한 분류였다.
|          | 1971년 | 1971년 | 1980년 | 1980년 | 1985년 | 1985년 | 1990년 | 1990년 | 2000년 | 2000년 | 2005년 | 2005년 | 2010년 | 2010년 |
| -------- | ------ | ------ | ------ | ------ | ------ | ------ | ------ | ------ | ------ | ------ | ------ | ------ | ------ | ------ |
| 이슬람교 | 103.58 | 87.51% | 128.46 | 87.94% | 142.59 | 86.92% | 156.32 | 87.21% | 177.53 | 88.22% | 189.01 | 88.58% | 207,18 | 87.18% |
| 개신교   | 8.74   | 7.39%  | 8.51   | 5.82%  | 10.59  | 6.46%  | 10.82  | 6.04%  | 11.82  | 5.87%  | 12.36  | 5.79%  | 16.53  | 6.96%  |
| 천주교   | 8.74   | 7.39%  | 4.36   | 2.98%  | 5.14   | 3.13%  | 6.41   | 3.58%  | 6.13   | 3.05%  | 6.56   | 3.07%  | 6.91   | 2.91%  |
| 힌두교   | 2.30   | 1.94%  | 4.76   | 3.26%  | 3.18   | 1.94%  | 3.29   | 1.83%  | 3.65   | 1.81%  | 3.70   | 1.73%  | 4.01   | 1.69%  |
| 불교     | 1.09   | 0.92%  | 4.76   | 3.26%  | 1.60   | 0.98%  | 1.84   | 1.03%  | 1.69   | 0.84%  | 1.30   | 0.61%  | 1.70   | 0.72%  |
| 유교     | 0.97   | 0.82%  | 4.76   | 3.26%  | 0.95   | 0.58%  | 0.57   | 0.32%  | 0.41   | 0.20%  | 0.21   | 0.10%  | 0.12   | 0.05%  |
| 그 외    | 1.69   | 1.42%  | 4.76   | 3.26%  | 0.95   | 0.58%  | 0.57   | 0.32%  | 0.41   | 0.20%  | 0.24   | 0.11%  | 0.30   | 0.13%  |
| 무응답   | 1.69   | 1.42%  | 4.76   | 3.26%  | 0.95   | 0.58%  | 0.57   | 0.32%  | 0.41   | 0.20%  | 0.24   | 0.11%  | 0.14   | 0.06%  |
| 비조사   | 1.69   | 1.42%  | 4.76   | 3.26%  | 0.95   | 0.58%  | 0.57   | 0.32%  | 0.41   | 0.20%  | 0.24   | 0.11%  | 0.76   | 0.32%  |
| Total    | 118.37 |        | 146.08 |        | 164.05 |        | 179.25 |        | 201.24 |        | 213.38 |        | 237.64 |        |

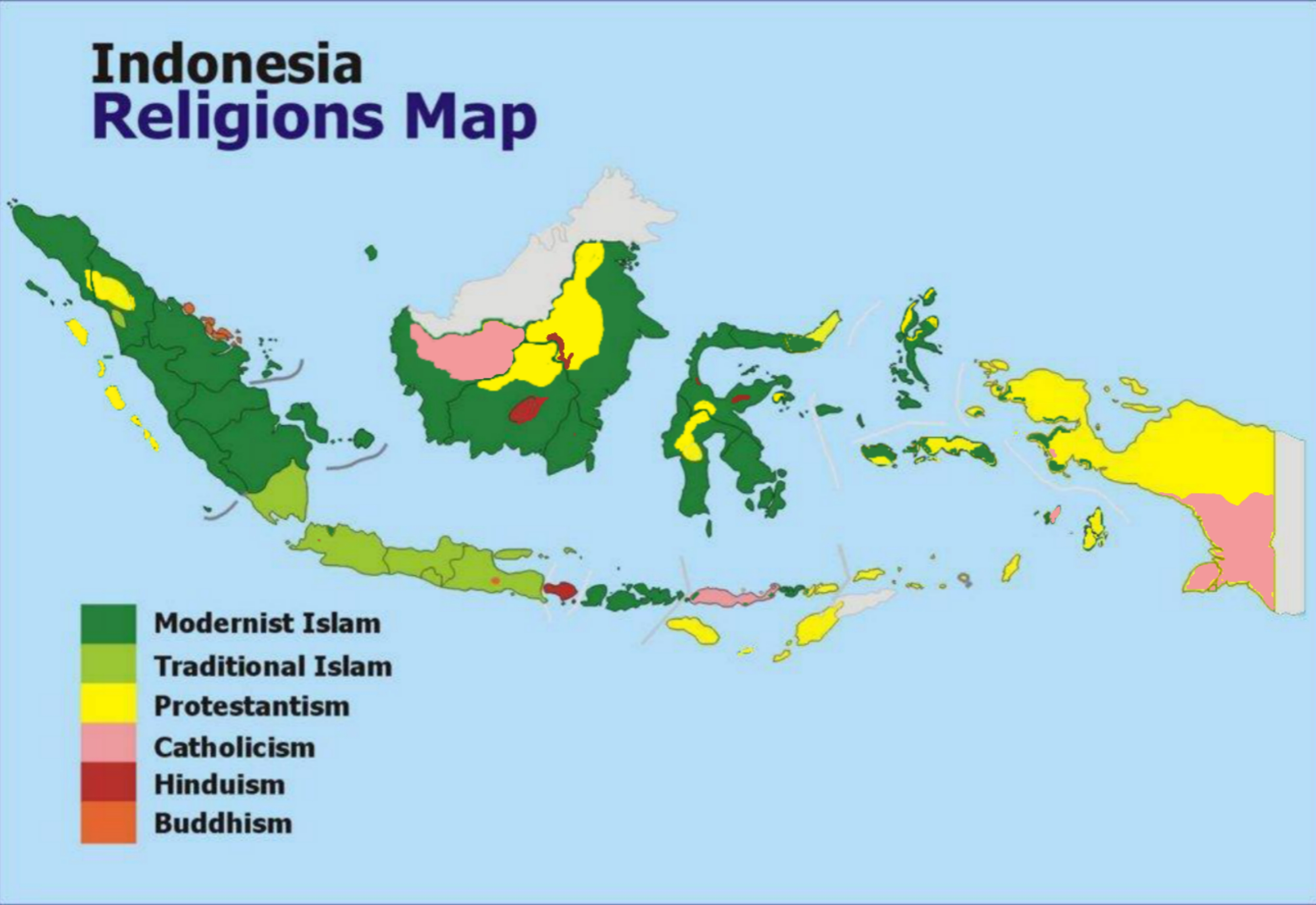
2011년 인도네시아의 종교 지도.

참조: 1990년과 2000년 사이 가톨릭 인구의 하락은 1999년 동티모르 분리 독립에 따른 결과.

### 민족별 종교 구성 (2010년 인구조사)
| 자와인       | 92,107,046  | 2,428,121  | 160,090   | 90,465    | 2,857   | 9,599   | 94,788,943  |
| 순다인인     | 36,450,022  | 29,332     | 1,851     | 24,528    | 4,854   | 155,308 | 36,665,892  |
| 말레이인     | 8,643,370   | 8,484      | 1,031     | 19,848    | 1,243   | 242     | 8,751,218   |
| 바탁인       | 3,738,660   | 4,707,658  | 1,476     | 9,190     | 315     | 6,305   | 8,463,604   |
| 무두라인     | 7,157,518   | 7,695      | 368       | 435       | 32      | 43      | 7,166,091   |
| 베타위인     | 6,607,019   | 151,429    | 1,161     | 39,278    | 1,805   | 252     | 6,800,943   |
| 미낭카바우인 | 6,441,071   | 1,822      | 179       | 1,255     | 49      | 44      | 6,459,420   |
| 부기인       | 6,348,200   | 35,516     | 26,102    | 957       | 47      | 2,395   | 6,413,217   |
| 반튼인       | 4,634,374   | 4,810      | 101       | 2,680     | 70      | 242     | 4,642,277   |
| 반자르인인   | 4,108,104   | 15,775     | 994       | 1,396     | 62      | 410     | 4,126,741   |
| 발리인       | 127,274     | 49,385     | 3,736,993 | 10,378    | 142     | 473     | 3,924,645   |
| 아첸인       | 3,398,818   | 403        | 70        | 1,028     | 7       | 4       | 3,403,961   |
| 다약인인     | 1,016,697   | 2,017,870  | 12,140    | 17,502    | 568     | 154,219 | 3,218,996   |
| 사삭인       | 3,153,671   | 5,540      | 4,555     | 10,682    | 7       | 439     | 3,174,894   |
| 중국인       | 131,682     | 1,211,692  | 3,552     | 1,388,829 | 94,005  | 1,114   | 2,830,874   |
| 그 외        | 23,057,923  | 12,436,323 | 63,909    | 73,027    | 9,422   | 117,848 | 35,758,452  |
| 합계         | 207,121,449 | 23,359,556 | 4,005,337 | 1,691,478 | 115,485 | 296,864 | 236,590,169 |
| 출처:        |             |            |           |           |         |         |             |

2024년, 인도네시아 내무부의 등기 자료를 기반으로, 인도네시아인의 87.09%가 무슬림, 10.45%가 기독교인 (7.38% 개신교인, 3.07% 천주교인), 1.67%가 힌두교인, 0.71%가 불교인, 0.03%가 유교인, 0.04%가 민속 종교 및 그 외 신자이었다.

## 같이 보기
- 아방안
- 인도네시아의 문화
- 인도네시아의 인구
- 인도네시아의 신화

## 참고 문헌
- Abuza, Zachary (2007). 《Political Islam and Violence in Indonesia》. London; New York: Routledge. ISBN 978-0-415-39401-7.
- Acri, Andrea; Creese, Helen; Griffiths, Arlo, 편집. (2011). 《From Lanka Eastwards: The Ramayaṇa in the Literature and Visual Arts of Indonesia》. Leiden: KITLV Press.
- Aritonang, Jan Sihar; Steenbrink, Karel, 편집. (2008). 《A History of Christianity in Indonesia》. Leiden; Boston: BRILL. ISBN 978-90-04-17026-1.
- Atjeh, Aboebakar (1977). 《Aliran Syiah di Nusantara》. Jakarta: Islamic Research Institute.
- Azra, Azyumardi (2006). 《Islam in the Indonesian World: An Account of Institutional Formation》. Bandung: Mizan Pustaka. ISBN 978-979-433-430-0.
- Bakke., Frederik Lambertus (1993). 《The Struggle of the Hindu Balinese Intellectuals: Developments in Modern Hindu Thinking in Independent Indonesia》. Amsterdam: VU University Press. ISBN 978-9053832219.
- Baskara, Benny (2017). “Islamic Puritanism Movements in Indonesia as Transnational Movements”. 《DINIKA: Academic Journal of Islamic Studies》 2 (1): 1–22. doi:10.22515/dinika.v2i1.103. ISSN 2503-4219.
- Beatty, Andrew (1999). 《Varieties of Javanese Religion: An Anthropological Account》. Cambridge: Cambridge University Press. ISBN 978-0-521-62444-2.
- Belo, Jane (1960). 《Trance in Bali》. New York: Columbia University Press.
- Benda, Harry J.; Castles, Lance (1969). “The Samin Movement”. 《Bijdragen tot de Taal-, Land- en Volkenkunde》 125 (2): 207–40. doi:10.1163/22134379-90002844. ISSN 2213-4379.
- Bertrand, Jaques (2004). 《Nationalism and Ethnic Conflict in Indonesia》. Cambridge: Cambridge University Press. ISBN 978-0-521-52441-4. OCLC 237830260.
- Boelaars, Huub J. W. M. (1991). 《Indonesianisasi, Het omvormingsproces van de katholieke kerk in Indonesië tot de Indonesische katholieke kerk》 (네덜란드어). J.H. Kok. ISBN 978-9024268023.
- Brown, Iem (1987). “Contemporary Indonesian Buddhism and Monotheism”. 《Journal of Southeast Asian Studies》 18 (1): 108–17. doi:10.1017/S0022463400001284. S2CID 161832997.
- ———  (1990). “Agama Buddha Maitreya: A Modern Buddhist Sect in Indonesia”. 《Southeast Asian Anthropology》 (9).
- Budiman, Michaela (2013). 《Contemporary Funeral Rituals of Sa'dan Toraja: From Aluk Todolo to "New" Religions》. Prague: Charles University in Prague. ISBN 978-80-246-2228-6.
- Buehler, Michael (2016). 《The Politics of Shari'a Law: Islamist Activist and the State in Democratizing Indonesia》. Cambridge: Cambridge University Press. ISBN 978-1-107-13022-7.
- Burhani, Ahmad Najib (2014). “The Ahmadiyya and the Study of Comparative Religion in Indonesia: Controversies and Influences” (PDF). 《Islam and Christian-Muslim Relations》 25 (2): 141–58. doi:10.1080/09596410.2013.864191. S2CID 145427321. 2016년 4월 4일에 원본 문서 (PDF)에서 보존된 문서.
- Burhanudin, Jajat; Dijk, Kees van, 편집. (2013). 《Islam in Indonesia. Contrasting Images and Interpretations》. Amsterdam: Amsterdam University Press.
- Chambert-Loir, Henri (April 2015). “Confucius Crosses the South Seas”. 《Indonesia》 (Southeast Asia Program Publications at Cornell University) 99 (99): 67–107. doi:10.5728/indonesia.99.0067. ISSN 2164-8654.
- Cheu, Hock Tong (1999). 《Chinese Beliefs and Practices in Southeast Asia: Studies on the Chinese Religion in Malaysia, Singapore and Indonesia》. Singapore: Pelanduk Publications. ISBN 978-9679784527.
- Cooley, Frank L. (1968). 《Indonesia: Church and Society》. New York: Friendship Press. ISBN 978-0-377-18021-5.
- Crouch, Melissa (2013). 《Law and Religion in Indonesia: Conflict and the Courts in West Java》. London: Routledge. ISBN 978-0-415-83594-7.
- Domenig, Gaudenz (2014). 《Religion and Architecture in Premodern Indonesia: Studies in Spatial Anthropology》. Leiden; Boston: BRILL. ISBN 978-90-04-27400-6.
- Duncan, Christopher R. (2013). 《Violence and Vengeance: Religious Conflict and Its Aftermath in Eastern Indonesia》. Ithaca, NY; London: Cornell University Press. ISBN 978-0-8014-7913-7.
- 《Ensiklopedi Kepercayaan terhadap Tuhan Yang Maha Esa》 [Encyclopedia of Beliefs in One God] (인도네시아어) 4판. Jakarta: Direktorat Jenderal Nilai Budaya, Seni dan Film; Direktorat Kepercayaan Terhadap Tuhan Yang Maha Esa. 2010. ISBN 978-979-16071-1-7. 2022년 7월 9일에 원본 문서 (PDF)에서 보존된 문서. 2025년 6월 14일에 확인함.
- Epton, Nina Consuelo (1974). 《Magic and Mysticism in Java》 revis판. London: Octagon Press. ISBN 978-0-900860-39-3.
- Federspiel, H. (1970). 《Persatuan Islam: Islamic Reform in Twentieth century Indonesia》. Ithaca, NY: Cornell University Modern Indonesia Project.
- Fox, James J. (1996).  Auger, Timothy, 편집. 《Indonesian Heritage: Religion and ritual》. Indonesian Heritage Series. Vol. 9. Singapore: Archipelago Press. ISBN 978-9813018587.
- Fox, Richard (2011). 《Critical Reflections on Religion and Media in Contemporary Bali》. Leiden; Boston: BRILL. ISBN 978-90-04-17649-2.
- Frederick, William H.; Worden, Robert L., 편집. (2011). 《Indonesia: A Country Study》. Area handbook series, 39. Library of Congress, Federal Research Division 6판. Washington, DC: U.S. Government Printing Office. ISBN 978-0-8444-0790-6.
- Geels, Antoon (1997). 《Subud and the Javanese mystical tradition》. Richmond, Surrey: Curzon Press. ISBN 978-0-7007-0623-5.
- Geertz, Clifford (1960). 《Religion of Java》. Glencoe, IL: Free Press. ISBN 978-0-226-28510-8.
- ———  (1968). 《Islam Observed, Religious Development in Morocco and Indonesia》. Chicago; London: University of Chicago Press. ISBN 978-0-226-28511-5.
- ———  (1972). “Religious Change and Social Order in Soeharto's Indonesia”. 《Asia》 (27): 62–84.
- ———  (1973). 《The Interpretation of Cultures: Selected Essays》. New York: Basic Books. ISBN 978-0-465-09719-7.
- Goh, Robbie B. H. (2005). 《Christianity in Southeast Asia》. Singapore: ISEAS: Institute of Southeast Asian Studies. ISBN 978-9812302977.
- Gonda, Jan (1975). 〈The Indian Religions in Pre-Islamic Indonesia and their survival in Bali〉. 《Handbook of Oriental Studies. Section 3. Southeast Asia, Religions》. Leiden: Brill. 1–54쪽.
- Goris, Roelof (1931). 《The Island of Bali; Its Religion and Ceremonies》. Amsterdam: Royal Packet Navigation Company.
- Gross, L. Max (2016). 《A Muslim archipelago: Islam and Politics in Southeast Asia》. Washington, D.C.: National Defense Intelligence College. ISBN 978-1-932946-19-2.
- Hadiwijono, Harun (1967). 《Man in the present Javanese Mysticism》. Baarn: Bosch & Keuning.
- Hasan, Noorhaidi (2007). “The Salafi Movement in Indonesia: Transnational Dynamics and Local Development”. 《Comparative Studies of South Asia, Africa and the Middle East》 (Duke University Press) 27 (1): 83–94. doi:10.1215/1089201x-2006-045. ISSN 1089-201X. S2CID 145214346.
- Hauser-Schäublin, Brigitta; Harnish, David D., 편집. (2014). 《Between Harmony and Discrimination. Negotiating Religious Identities within Majority-minority Relationships in Bali and Lombok》. Leiden; Boston: BRILL. ISBN 978-90-04-27125-8.
- Headley, Stephen C. (2004). 《Durga's Mosque: Cosmology, Conversion And Community in Central Javanese Islam》. Singapure: ISEAS: Institute of Southeast Asian Studies. ISBN 978-981-230-242-7.
- Hefner, Robert W. (1989). 《Hindu Javanese: Tengger Tradition and Islam》. Princeton, NJ: Princeton University Press. ISBN 978-0-691-09413-7.
- Hooykaas, Christiaan (1974). “Cosmogony and Creation in Balinese Tradition”. 《Bibliotheca Indonesica》 (The Hague: Martinus Nijhoff). ISSN 0067-8023.
- Hosen, Nadirsyah (2005). “Religion and the Indonesian Constitution: A Recent Debate”. 《Journal of Southeast Asian Studies》 36 (3): 419–40. doi:10.1017/S0022463405000238. ISBN 978-1-351-56077-1. S2CID 1636786.
- Howe, Leo (2001). 《Hinduism & Hierarchy in Bali》. Oxford: James Currey. ISBN 978-0-85255-914-7.
- Howell, Julia Day (2001). “Sufism and the Indonesian Islamic Revival”. 《The Journal of Asian Studies》 60 (3): 701–29. doi:10.2307/2700107. hdl:10072/3954. JSTOR 2700107. S2CID 145699011.
- Ida, Achmah (2016). “Cyberspace and Sectarianism in Indonesia: The Rise of Shia Media and Anti-Shia Online Movements” (PDF). 《Jurnal Komunikasi Islam》 (Universitas Islam Negeri Sunan Ampel Surabaya) 6 (2): 194–215. ISSN 2088-6314.[깨진 링크]
- Husain, Sarkawi B. (2017). 《Sejarah Masyarakat Islam Indonesia》 (인도네시아어). Surabaya: Airlangga University press. ISBN 978-602-6606-47-1.
- Intan, Benyamin Fleming (2006). 《"Public religion" and the Pancasila-based state of Indonesia: an ethical and sociological analysis》. New York: Peter Lang. ISBN 978-0-8204-7603-2.
- Kahlon, Swarn Singh (2016). 〈Ch. 5. Sikhs in Indonesia〉. 《Sikhs in Asia Pacific: Travels among the Sikh Diaspora from Yangon to Kobe》. New Delhi: Manohar Publisher. ISBN 978-9350981207.
- Kimura, Bunki (2003). “Present Situation of Indonesian Buddhism: In Memory of Bhikkhu Ashin Jinarakkhita Mahasthavira” (PDF). 《Nagoya Studies in Indian Culture and Buddhism: Sambhasa》 (23): 53–72. 2014년 3월 25일에 원본 문서 (PDF)에서 보존된 문서.
- Kinney, Ann R.; Klokke, Marijke J.; Kieven, Lydia (2003). 《Worshiping Siva and Buddha: The Temple Art of East Java》. Honolulu: University of Hawaii Press. ISBN 978-0-8248-2779-3.
- Kipp, Rita Smith (1993). 《Dissociated Identities: Ethnicity, Religion, and Class in an Indonesian Society》. Ann Arbor, Mich.: University of Michigan Press. ISBN 978-0-472-10412-3.
- Koentjaraningrat, R. M. (1987). 〈Javanese Religion〉.   Eliade, Mircea. 《The Encyclopedia of Religion》 7. New York: MacMillan. 559–63쪽. ISBN 978-0-02-909480-8.
- Kraus, Werner (1997). 〈Transformations of a Religious Community: The Shattariyya Sufi Brotherhood in Aceh〉.   Kuhnt-Saptodewo, Sri; Grabowsky, Volker; Großheim, Martin. 《Nationalism and Cultural Revival in Southeast Asia: Perspectives from the Centre and Region》. Wiesbaden: Harrassowitz Verlag. 169–89쪽. ISBN 978-3-447-03958-1.
- Kroef, Justus M. van der (1961). “New Religious Sects in Java”. 《Far Eastern Survey》 30 (2): 18–25. doi:10.2307/3024260. JSTOR 3024260. 2019년 3월 29일에 원본 문서에서 보존된 문서. 2025년 6월 14일에 확인함.
- Laffan, Michael (2011). 《The Makins of Indonesian Islam: orientalism and the narration of a Sufi past》. Princeton, NJ: Princeton University Press. ISBN 978-0-691-14530-3.
- Lansing, J. Stephen (1987). 〈Balinese Religion〉.   Eliade, Mircea. 《The Encyclopedia of Religion》 2. New York: MacMillan. 45–49쪽. ISBN 978-0-02-909480-8.
- Levenda, Peter (2011). 《Tantric Temples: Eros and Magic in Java》. Newburyport, MA: Ibis Press/Nicolas-Hays. ISBN 978-0-89254-169-0.
- Lidde, R. William (1996). “The Islamic Turn in Indonesia: A Political Explanation”. 《Journal of Asian Studies》 55 (3): 613–34. doi:10.2307/2646448. JSTOR 2646448. S2CID 155053697.
- Lindsey, Tim; Pausacker, Helen, 편집. (1995). 《Religion, Law and Intolerance in Indonesia》. London; New York: Routledge. ISBN 978-0-7914-2025-6.
- Maria, Siti; Limbeng, Julianus (2007). 《Marapu di Pulau Sumba, Provinsi Nusa Tenggara Timur》 (PDF). Seri pengungkapan nilai-nilai kepercayaan komunitas adat. Jakarta: Departemen Kebudayaan dan Pariwisata; Direktorat Jenderal Nilai Budaya, Seni dan Film; Direktorat Kepercayaan Terhadap Tuhan Yang Maha Esa.
- Marshall, Paul (2018). “The Ambiguities of Religious Freedom in Indonesia”. 《The Review of Faith & International Affairs》 16 (1): 85–96. doi:10.1080/15570274.2018.1433588.
- Matthes, Benjamin F. (1872). 《Over de bissoe's of heidensche priesters en priesteessen der Boeginezen》 [On the Bissu, Buginese Pagan Priests] (네덜란드어). Amsterdam.
- McDaniel, June (2010). “Agama Hindu Dharma Indonesia as a New Religious Movement: Hinduism Recreated in the Image of Islam”. 《Nova Religio: The Journal of Alternative and Emergent Religions》 14 (1): 93–111. doi:10.1525/nr.2010.14.1.93.
- Mehden, Fred R. von der (1995). 〈Indonesia〉.   Esposito, John L. 《The Oxford Encyclopedia of the Modern Islamic World: 4-volume Set》 2. New York; Oxford: Oxford University Press. ISBN 978-0-19-506613-5.
- Melton, J. Gordon; Baumann, Martin, 편집. (2010). 〈Indonesia〉. 《Religions of the world: a comprehensive encyclopedia of beliefs and practices》 4 2판. Santa Barbara; Denver; Oxford: ABC-CLIO. ISBN 978-1-59884-203-6.
- Metcalf, Peter (1987). 〈Bornean Religion〉.   Eliade, Mircea. 《The Encyclopedia of Religion》 2. New York: MacMillan. 290–92쪽. ISBN 978-0-02-909480-8.
- Muhaimin, Abdul Ghoffir (2006). 《The Islamic Traditions of Cirebon: Ibadat and Adat Among Javanese Muslims》. Canberra: ANU E Press. ISBN 978-1-920942-30-4. JSTOR j.ctt2jbkqk.
- Mulder, Niels (1998). 《Mysticism in Java: Ideology in Indonesia》. Amsterdam: Pepin Press. ISBN 978-9054960478.[깨진 링크]
- Nash, Manning (1991). 〈Islamic Resurgence in Malaysia and Indonesia〉.   Marty, Martin E.; Appleby, R. Scott. 《Fundamentalisms Observed》. The Fundamentalism Project, 1. Chicago, Il; London: University of Chicago Press. 691–739쪽. ISBN 0-226-50878-1.
- Nooy-Palm, Hetty (1979). 《The Sa'dan-Toraja: A study of their social life and religion. I: Organization, symbols and beliefs》 (PDF). The Hague: Martinus Nijhoff. ISBN 978-90-247-2274-7. 2016년 2월 12일에 원본 문서 (PDF)에서 보존된 문서.
- ———  (1986). 《The Sa'dan-Toraja: A study of their social life and religion. II: Rituals of the East and West》. Leiden; Boston: BRILL. ISBN 978-90-67-65207-0.
- ———  (1987). 〈Toraja Religion〉.   Eliade, Mircea. 《The Encyclopedia of Religion》 14. New York: MacMillan. 565–67쪽. ISBN 978-0-02-909480-8.
- Pedersen, Lene (2006). 《Ritual and World Change in a Balinese Princedom》. Durham: Carolina Academic Press. ISBN 978-1-59460-022-7.
- Pelras, Christian (1987). 〈Bugis Religion〉.   Eliade, Mircea. 《The Encyclopedia of Religion》 2. New York: MacMillan. 560–61쪽. ISBN 978-0-02-909480-8.
- Picard, Michel; Madinier, Rémy, 편집. (2011). 《The Politics of Religion in Indonesia: Syncretism, Orthodoxy, and Religious Contention in Java and Bali》. London; New York: Routledge. ISBN 978-979-709-472-0.
- Popov, Igor (2017). 《Buku rujukan semua aliran dan perkumpulan agama di Indonesia》 [The Reference Book on All Religious Branches and Communities in Indonesia] (인도네시아어). Singaraja: Toko Buku Indra Jaya.
- Putten, Jan van der; Cody, Mary Kilcline, 편집. (2009). 《Lost Times and Untold Tales from the Malay World》. Singapore: NUS Press. ISBN 978-9971-69-454-8.
- Pringle, Robert (2010). 《Understanding Islam in Indonesia: Politics and Diversity》. Singapore: Editions Didier Millet. ISBN 978-981-4260-09-1.
- Rahman, Fatima Zainab (2014). “State restrictions on the Ahmadiyya sect in Indonesia and Pakistan: Islam or political survival?”. 《Australian Journal of Political Science》 49 (3): 408–22. doi:10.1080/10361146.2014.934656. S2CID 153384157.
- Ramstedt, Martin, 편집. (2004). 《Hinduism in Modern Indonesia: A minority religion between local, national, and global interest》. London; New York: RoutledgeCurzon. ISBN 978-0-7007-1533-6.
- Ricklefs, Merle Calvin (2006). 《Mystic synthesis in Java: A history of Islamisation from the fourteenth to the early nineteenth centuries》. White Plains, NY: EastBridge. ISBN 978-1-891936-61-6.
- ———  (2007). 《Polarising Javanese society: Islamic and other visions c. 1830–1930》. Singapore; Leiden; Honolulu: NUS Press; KITLV Press; University of Hawai’i Press. ISBN 978-9971-69-346-6.
- ———  (2012). 《Islamisation and its opponents in Java: A political, social, cultural and religious history, c. 1930 to the Present》. Singapore; Honolulu: NUS Press; University of Hawai’i Press. doi:10.2307/j.ctv1qv3fh. ISBN 978-9971-69-631-3. JSTOR j.ctv1qv3fh. S2CID 141544770.
- Rodgers, Susan (1981). 《Adat, Islam, and Christianity in a Batak Homeland》. Athens, Ohio: Ohio University. ISBN 978-0-89680-110-3.
- ———  (1987). 〈Batak Religion〉.   Eliade, Mircea. 《The Encyclopedia of Religion》 2. New York: MacMillan. 81–83쪽. ISBN 978-0-02-909480-8.
- Ropi, Ismatu (2017). 《Religion and Regulation in Indonesia》. Singapore: Palgrave Macmillan. ISBN 978-981-10-2826-7.
- Rousseau, Jérôme (1998). 《Kayan Religion: Ritual Life and Religious Reform in Central Borneo》. Leiden: KITLV Press. ISBN 978-9067181327.
- Sai, Siew-Min; Hoon, Chang-Yau, 편집. (2013). 《Chinese Indonesians Peassessed. History, Religion and Belonging》. London; New York: Routledge.
- Sandkühler, Evamaria (2014). 〈Popularisation of Religious Traditions in Indonesia — Historical Communication of a Chinese Indonesian Place of Worship〉.   Schlehe, Judith; Sandkühler, Evamaria. 《Religion, Tradition and the Popular. Transcultural Views from Asia and Europe》. Bielefeld: transcript. 157–84쪽. ISBN 978-3-8376-2613-1.
- Saran, Syam, 편집. (2018). 《Cultural and Civilisational Links between India and Southeast Asia: Historical and Contemporary Dimensions》. Singapore: Palgrave Macmillan. ISBN 978-981-10-7316-8.
- Saringendyanti, Etty; Herlina, Nina; Zakaria, Mumuh Muhsin (2018). “Tri Tangtu on Sunda Wiwitan Doctrine in the XIV–XVII Century”. 《Tawarikh: Journal of Historical Studies》 (Bandung) 10 (1): 1–14. ISSN 2085-0980.
- Schärer, Hans (1963) [1946]. 《Ngaju Religion: The Conception of God among a South Borneo People》. The Hague: Martinus Nijhoff. ISBN 978-90-04-24799-4.
- Schefold, Reimar (1980). 《Spielzeug für die Seelen — Kunst und Kultur der Mentawai-Inseln (Indonesien)》 [Toys for the Souls: Art and Culture of the Mentawai (Indonesia)] (독일어). Zürich: Museum Rietberg.
- ———  (1988). “De wildernis als cultuur van gene ziijde: tribale concepten van "natuur" in Indonesiο” [The wilderness as a culture of the past: tribal concepts of "nature" in Indonesia]. 《Antropologische Verkenningen》 (네덜란드어) 7 (4): 5–22.
- Schiller, Anne (1996).  Schieman, Scott, 편집. “An "Old" Religion in "New Order" Indonesia: Notes on Ethnicity and Religious Affiliation”. 《Sociology of Religion》 (Oxford University Press) 57 (4): 409–17. doi:10.2307/3711895. ISSN 1759-8818. JSTOR 3711895. OCLC 728290653.
- Schlehe, Judith (1998). 《Die Meereskönigin des Südens, Ratu Kidul. Geisterpolitik im javanischen Alltag》 [The Queen of the Southern Sea, Ratu Kidul. Politics of Spirits in Javanese Everyday Life] (독일어). Berlin: Dietrich Reimer. ISBN 3-496-02657-X.
- ———  (2014). 〈Translating Traditions and Transcendence: Popularised Religiosity and the Paranormal Practitioners' Position in Indonesia〉.   Schlehe, Judith; Sandkühler, Evamaria. 《Religion, Tradition and the Popular. Transcultural Views from Asia and Europe》. Bielefeld: transcript. 185–201쪽. ISBN 978-3-8376-2613-1.
- ———  (2019). “Cosmopolitanism, Pluralism and Self-Orientalisation in the Modern Mystical World of Java”. 《Asian Journal of Social Science》 47 (3): 364–86. doi:10.1163/15685314-04703005. S2CID 203066359.
- Schröter, Susanne, 편집. (2010). 〈The Indigenization of Catholicism on Flores〉 (PDF). 《Christianity in Indonesia》 (Southeast Asian modernities, vol. 12). Berlin / Münster: LIT Verlag. 90–105쪽. ISBN 9783643107985.
- Segara, I Nyoman Yoga (2023). “The Future of Hindu Alukta in Tana Toraja Post-Integration With the Hindu Religion”. 《Heritage of Nusantara》 12 (2): 217–259. doi:10.31291/hn.v12i2.710.
- Seo, Myengkyo (2013). 《State Management of Religion in Indonesia》. London; New York: Routledge. ISBN 978-0-415-51716-4.
- Shah, Dian A. H. (2017). 《Constitutions, Religion and Politics in Asia: Indonesia, Malaysia and Sri Lanka》. Cambridge: Cambridge University Press. ISBN 978-1-107-18334-6.
- Shiraishi, Takashi (1990). “Dangir's Testimony: Saminism Reconstructed”. 《Indonesia》 50: 95–122. doi:10.2307/3351232. hdl:1813/53945. JSTOR 3351232.
- Sidel, John T. (2006). 《Riots, Pogroms, Jihad: Religious Violence in Indonesia》. Ithaca, NY: Cornell University Press. ISBN 978-0-8014-7327-2.
- Sievers, A. (1974). 《The Mystical World of Indonesia》. Baltimore; London: Johns Hopkins University Press. ASIN B000Q1LA8E.
- Smith, Rita Kipp; Rodgers, Susan, 편집. (1987). 《Indonesian Religions in Transition》. Tucson: University of Arizona Press.
- Solahudin (2013) [2011]. 《The Roots of Terrorism in Indonesia: From Darul Islam to Jema'ah Islamiyah》 [NII Sampai JI: Salafy Jihadisme di Indonesia]. Ithaca, NY: Cornell University Press. ISBN 978-0-8014-7938-0.
- Stange, Paul (1980). 《The Sumarah movement in Javanese mysticism. Thesis (Ph.D.) University of Wisconsin-Madison》 (PDF). 2011년 2월 6일에 원본 문서 (PDF)에서 보존된 문서.
- Steenbrink, Karel (2003). 《Catholics in Indonesia: A documented history 1808–1942》. 1: A modest recovery 1808–1903. Leiden: KITLV Press. ISBN 978-90-6718-141-9.[깨진 링크]
- ———  (2007). 《Catholics in Indonesia: A documented history 1808–1942》. 2: The Spectacular Growth of a Self Confident Minority, 1903–1942. Leiden: KITLV Press. ISBN 978-90-6718-260-7.[깨진 링크]
- ———  (2015). 《Catholics in Independent Indonesia: 1945–2010》. Leiden; Boston: BRILL. ISBN 978-90-04-28513-2.
- Stuart-Fox, David J. (2002). 《Pura Besakih: Temple, religion and society in Bali》. Leiden: KITLV Press. ISBN 978-9067181464.
- Sukamto (2018). 《Perjumpaan Antarpemeluk Agama di Nusantara: Masa Hindu-Buddha Sampai Sebelum Masuknya Portugis》 (인도네시아어). Yogyakarta: Deepublish. ISBN 978-602-475-476-1.
- Suparyanto, Petrus (2019). 《Bhīma's Mistical Quest: As a Model of Javanese Spiritual Growth》. Wien: LIT Verlag. ISBN 978-3-643-90883-4.
- Swellengrebel, J. L., 편집. (1960). 《Bali: Studies in Life, Thought, and Ritual》. The Hague: W. van Hoeve. ASIN B00ET0VF56Selected studies on Bali by Dutch scholars
- Swellengrebel, J. L., 편집. (1969). 《Bali: Further Studies in Life, Thought, and Ritual》. The Hague: W. van Hoeve. ASIN B0010P1VU2Selected studies on Bali by Dutch scholars
- Syryadinata, Leo (2005). 〈Buddhism and Confucianism in Contemporary Indonesia: Recent Developments〉.   Lindsey, Tim; Pausacker, Helen. 《Chinese Indonesians: Remembering, Distorting, Forgetting》. Singapore: ISEAS: Institute of Southeast Asian Studies. 77–94쪽. ISBN 978-981-230-303-5.
- Volkman, Toby Alice (1985). 《Feasts of Honor: Ritual and Change in the Toraja Highlands》. Urbana: University of Illinois Press.
- Weinstock, Joseph (1983). 《Kaharingan and the Luangan Dayaks: Religion and Identity in Central East Borneo. Thesis (Ph.D.) Cornell University》.
- Winzeler, Robert L., 편집. (1993). 《The Seen and the Unseen: Shamanism, Mediumship and Possession in Borneo》. Williamsburg, Va.: Borneo Research Council. ISBN 978-0-9629568-1-2.
- Woodward, Mark (1989). 《Islam in Java: Normative Piety and Misticism in the Sultanate of Yogyakarta》. Tucson: University of Arizona Press.
- ———  (2011). 《Java, Indonesia and Islam》. Dordrecht: Springer.
- Yang, Heriyanto (2005). “The History and Legal Position of Confucianism in Post Independence Indonesia” (PDF). 《Marburg Journal of Religion》 10 (1).
- Zulkifli (2011). 《The struggle of Shi'is in Indonesia》. Canberra: ANU E Press. ISBN 978-1-925021-29-5.